# Präfektur Aichi
Die Präfektur Aichi (japanisch 愛知県, Aichi-ken) ist eine der Präfekturen Japans. Sie liegt in der Region Chūbu auf der Insel Honshū. Sitz der Präfekturverwaltung ist Nagoya.

## Geographie
Die Präfektur Aichi befindet sich nahe des Zentrums der japanischen Inselkette. Im Süden befinden sich die Ise- und Mikawa-Bucht. Im Osten grenzt Aichi an die Präfektur Shizuoka, im Nordosten an die Präfektur Nagano, im Norden an die Präfektur Gifu und im Westen an die Präfektur Mie (三重県). Von Osten nach Westen misst die Präfektur 106 km, von Norden nach Süden 94 km. Insgesamt besitzt Aichi eine Fläche von 5172,92 km² was etwa 1,37 % der Gesamtfläche Japans entspricht.
Die äußersten Grenzpunkte der Präfektur sind:
- im Norden: 35°25′30 – Stadt Inuyama
- im Osten: 137°50′17″ ö.L. – Gemeinde Toyone (Dorf)
- im Süden: 34°34′41″ – Stadt Tahara
- im Westen: 136°40′15″ ö.L. – Stadt Aisai

Historisch und geografisch ist Aichi zweigeteilt. Im Westen befindet sich die Region Owari (尾張地方, Owari-chihō) und im Osten die Region Mikawa (三河地方, Mikawa-chihō), die auf die historischen Provinzen Owari und Mikawa zurückgehen. Owari besteht aus der vom Kiso-Fluss geschaffenen Nōbi-Ebene im Westen – der zweitgrößten Japans –, dem Owari-Hügelland im Osten und der Chita-Halbinsel im Süden. Mikawa besteht im Gegensatz dazu nur aus wenig Flachland, der Okazaki-Ebene im Südwesten, sowie der Toyohashi-Ebene mit der Atsumi-Halbinsel als Fortsetzung im Süden. Der Großteil von Mikawa besteht jedoch aus Gebirge, wie dem Shitara-Bergland (設楽山地, Shitara-sanchi) im Nordosten und dem Yana-Yumihari-Bergland (八名・弓張山地, Yana-Yumihari-sanchi) im Südosten. Im Nordosten befindet sich der Chausuyama als höchster Punkt der Präfektur mit einer Höhe von 1415 m über dem Meeresspiegel.
Auf Grund der Kuroshio-Strömung herrscht in Aichi ein mildes Klima, wobei es in der Nōbi-Ebene tendenziell wärmer ist. Im Ostteil fällt zudem wegen des gebirgigen Charakters mehr Niederschlag.

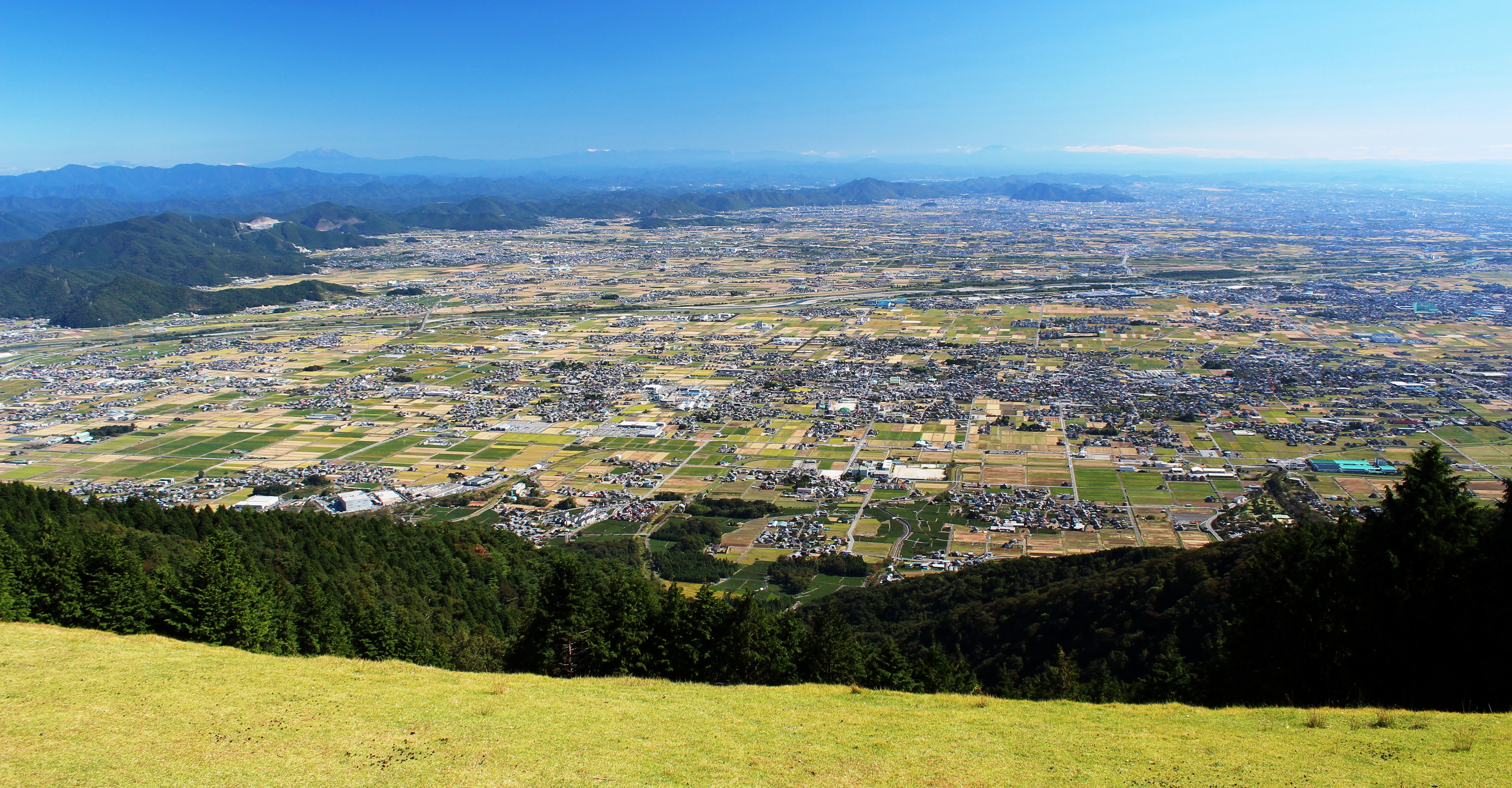
Nōbi-Ebene
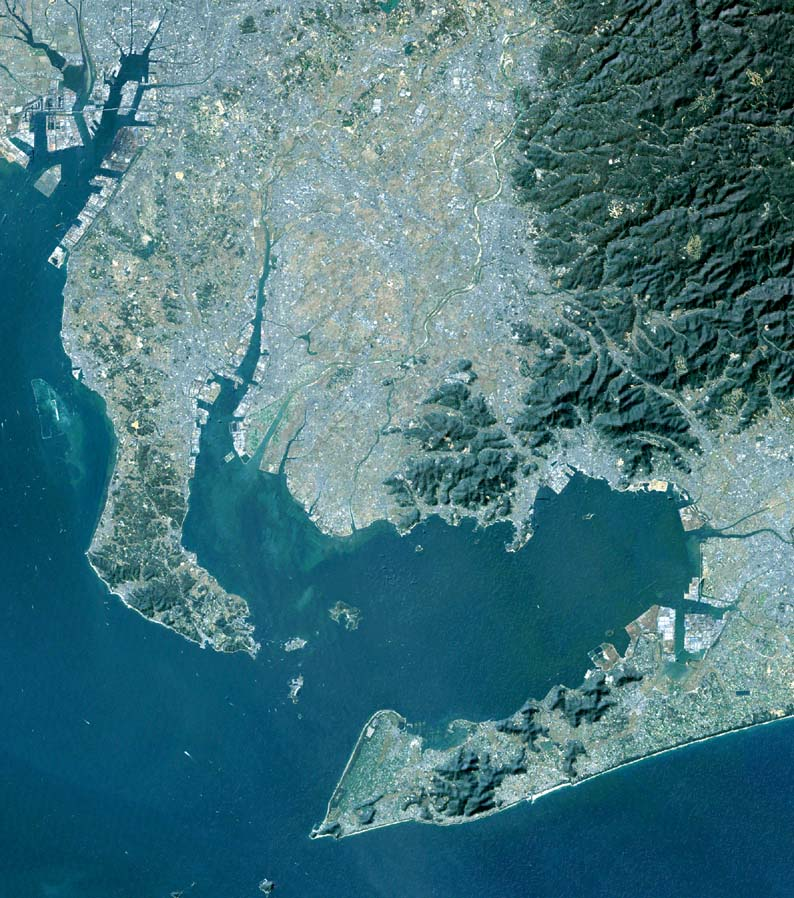
Landsat-Aufnahme der Mikawa-Bucht
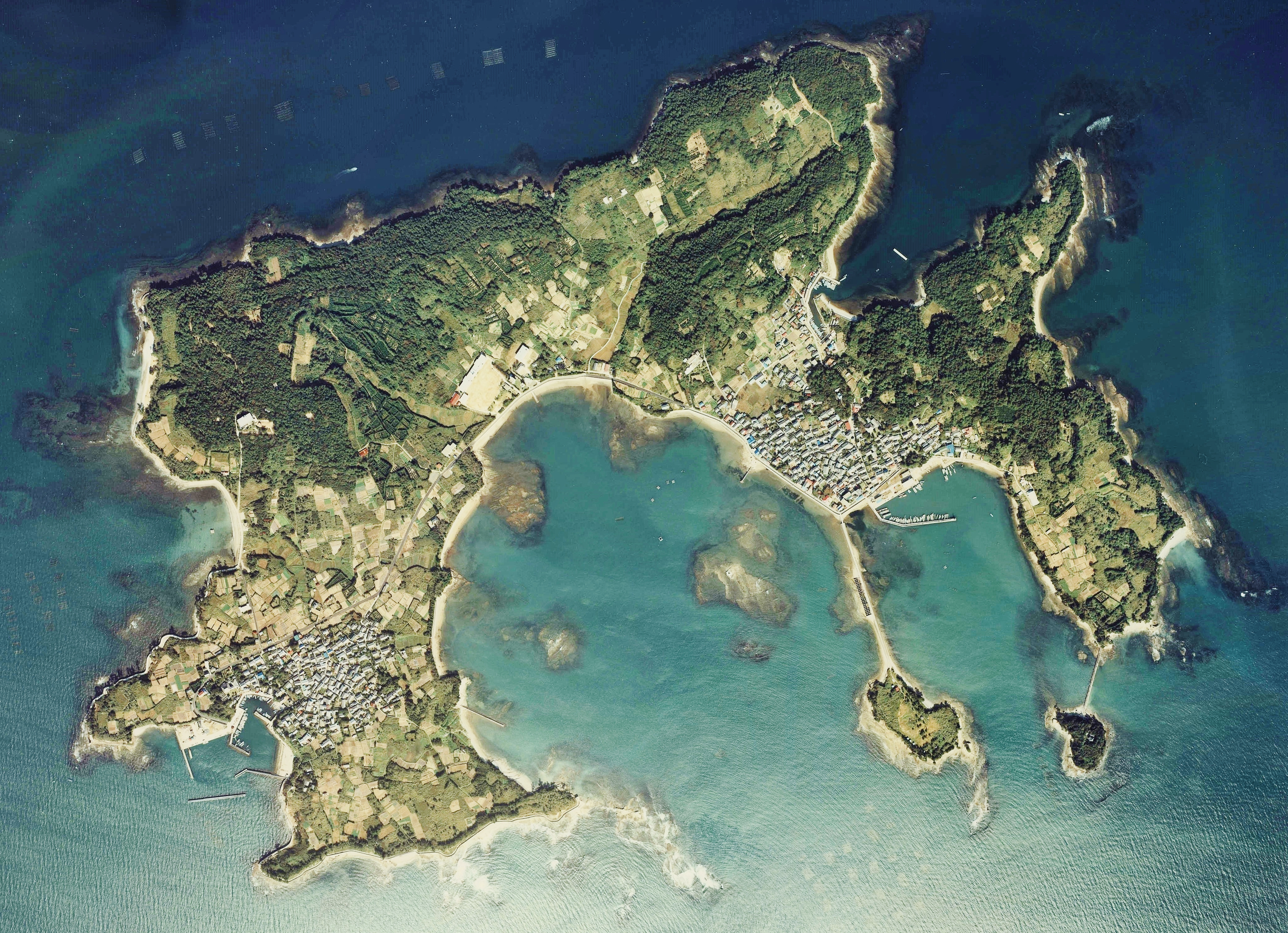
Luftbild von Saku-shima in der Mikawa-Bucht

## Geschichte
Das Gebiet der heutigen Präfektur Aichi teilten sich im japanischen Altertum unter dem chinesisch geprägten Ritsuryō-System des Kaiserhofs die Provinzen Owari und Mikawa, beide Teil von Tōkaidō. Durch die günstige Lage am Verkehrsweg zwischen den östlichen Provinzen und der Hauptstadt Nara bzw. Kyōto begünstigt, profitiert die Region vom Handel und wird sehr früh zu einer der dominierenden Provinzen auf Honshū.
Die Daimyō Oda Nobunaga (1534–1583) und Toyotomi Hideyoshi (1535–1598), die Japan maßgeblich geprägt haben, stammten aus Owari und Mikawa und regierten über die Region. Tokugawa Ieyasu aus Okazaki in Mikawa stammend, erlangt im Jahr 1600 nach der Schlacht von Sekigahara die Macht. Ieyasu gründet 1602 das Tokugawa-Shōgunat, das bis zur Restauration Bestand hat.
Nach der Meiji-Restauration wurde bei der Abschaffung der Han (Fürstentümer) und Einrichtung von Ken (Präfekturen) 1871 das Han Nagoya, das große Teile von Owari sowie Teile weiterer Provinzen umfasste, zur Ken Nagoya (名古屋県 Nagoya-ken). Die übrigen Fürstentümer mit Sitz in den Provinzen Owari und Mikawa wurden ebenfalls zu Präfekturen (siehe Liste der Han#Provinz Mikawa und #Provinz Owari). Der seit dem Mittelalter an sich hauptsächlich zeremonielle, aber weiter vergebene Titel eines Provinzgouverneurs (Kokushi) wurde endgültig abgeschafft. Bis 1872 wurden die Präfekturen in Owari und Mikawa (hauptsächlich Nagoya und Nukata, die bis dahin die meisten Präfekturen/Ex-Fürstentümer und ehemalige Shogunatsländer vereinigt hatten), um Ex- und Enklaven bereinigt, zur heutigen Präfektur Nagoya zusammengefasst. Sie umfasst im Wesentlichen die antiken Provinzen Owari und Mikawa und wurde am 27. November 1872 nach dem Landkreis Aichi, in dem sich unverändert der Verwaltungssitz des Fürstentums/der Präfektur befand, in Aichi umbenannt.
Heute sind die ehemaligen Provinznamen noch in zahlreichen Orts- und Bahnhofsnamen sowie auf manchen Nummernschildern zu sehen.
Nach der Reaktivierung der antiken Landkreise als moderne Verwaltungseinheit (Gun) und der Einführung von Stadtkreisen (Ku) 1878/79 bestand Aichi aus dem vom Landkreis Aichi abgetrennten Stadtkreis Nagoya (名古屋区 Nagoya-ku) und 19 Landkreisen. Bei der Einführung der heutigen Gemeindeformen 1889 wurde aus dem Stadtkreis die heutige kreisfreie Stadt (Shi) Nagoya und die Landkreise wurden in über 600 Städte und Dörfer eingeteilt.
Vom 25. März bis zum 25. September 2005 fand in der Präfektur unter dem Motto „Weisheit der Natur“ die Expo 2005 statt. Ausstellungsgebiet waren die Städte Seto und Nagakute.

## Demographie
Mit rund 7,4 Millionen Einwohnern (VZ 2010) liegt Aichi an Rang vier der bevölkerungsreichsten Präfekturen hinter Tokio, Kanagawa und Ōsaka. Die Wachstumsrate zwischen 2005 und 2010 betrug 2,2 Prozent. Einige Vorstädte von Nagoya wiesen in den frühen 2000er Jahren hohe Wachstumsraten auf, die Stadt Nagakute wuchs auch zwischen 2005 und 2010 um 11,9 Prozent, während andere Gemeinden in der Präfektur um zweistellige Prozentanteile schrumpften.
Aichi ist landesweit die Präfektur mit der höchsten Zahl von Einwohnern brasilianischer Staatsangehörigkeit.

### Bevölkerungsentwicklung der Präfektur
| Census- Jahr | Gesamt- Bevölkerung | männliche Bevölkerung | weibliche Bevölkerung | Geschlechter- verhältnis Männer auf 1000 Frauen | Fläche in km2 | Bevölkerungs- dichte Einw. je km2 |
| ------------ | ------------------- | --------------------- | --------------------- | ----------------------------------------------- | ------------- | --------------------------------- |
| 1920         | 2.089.762           | 1.033.860             | 1.055.902             | 979,1                                           | 5055,06       | 413,40                            |
| 1925         | 2.319.494           | 1.150.325             | 1.169.169             | 983,9                                           | 5055,06       | 458,85                            |
| 1930         | 2.567.413           | 1.277.720             | 1.289.693             | 990,7                                           | 5081,14       | 505,28                            |
| 1935         | 2.862.701           | 1.418.218             | 1.444.483             | 981,8                                           | 5081,14       | 563,40                            |
| 1940         | 3.166.592           | 1.582.580             | 1.584.012             | 999,1                                           | 5081,14       | 623,21                            |
| 1945         | 2.857.851           | 1.357.054             | 1.500.797             | 904,2                                           | 5081,14       | 562,44                            |
| 1950         | 3.390.585           | 1.649.189             | 1.741.396             | 947,0                                           | 5049,06       | 671,53                            |
| 1955         | 3.769.209           | 1.829.729             | 1.939.480             | 943,4                                           | 5057,55       | 745,26                            |
| 1960         | 4.206.313           | 2.064.726             | 2.141.587             | 964,1                                           | 5057,48       | 831,70                            |
| 1965         | 4.798.653           | 2.382.085             | 2.416.568             | 985,7                                           | 5064,01       | 947,60                            |
| 1970         | 5.386.163           | 2.694.991             | 2.691.172             | 1001,4                                          | 5083,96       | 1059,44                           |
| 1975         | 5.923.569           | 2.966.388             | 2.957.181             | 1003,1                                          | 5113,73       | 1158,37                           |
| 1980         | 6.221.638           | 3.112.306             | 3.109.332             | 1001,0                                          | 5130,27       | 1212,73                           |
| 1985         | 6.455.172           | 3.228.724             | 3.226.448             | 1000,7                                          | 5137,59       | 1256,46                           |
| 1990         | 6.690.603           | 3.354.827             | 3.335.776             | 1005,7                                          | 5146,84       | 1299,94                           |
| 1995         | 6.868.336           | 3.439.180             | 3.429.156             | 1002,9                                          | 5150,45       | 1333,54                           |
| 2000         | 7.043.300           | 3.525.698             | 3.517.602             | 1002,3                                          | 5155,84       | 1366,08                           |
| 2005         | 7.254.704           | 3.638.994             | 3.615.710             | 1006,4                                          | 5164,02       | 1404,86                           |
| 2010         | 7.410.719           | 3.704.220             | 3.706.499             | 999,4                                           | 5165,04       | 1434,78                           |
| 2015         | 7.483.128           | 3.740.844             | 3.742.284             | 999,6                                           | 5172,48       | 1446,72                           |

## Politik und Verwaltung
- Aichi minshu kengidan (mit KDP, DVP): 28
- Genzei Nippon: 3
- Kōmeitō: 5
- Fraktionslos (darunter je 1 von LDP, KPJ): 9
- LDP: 57

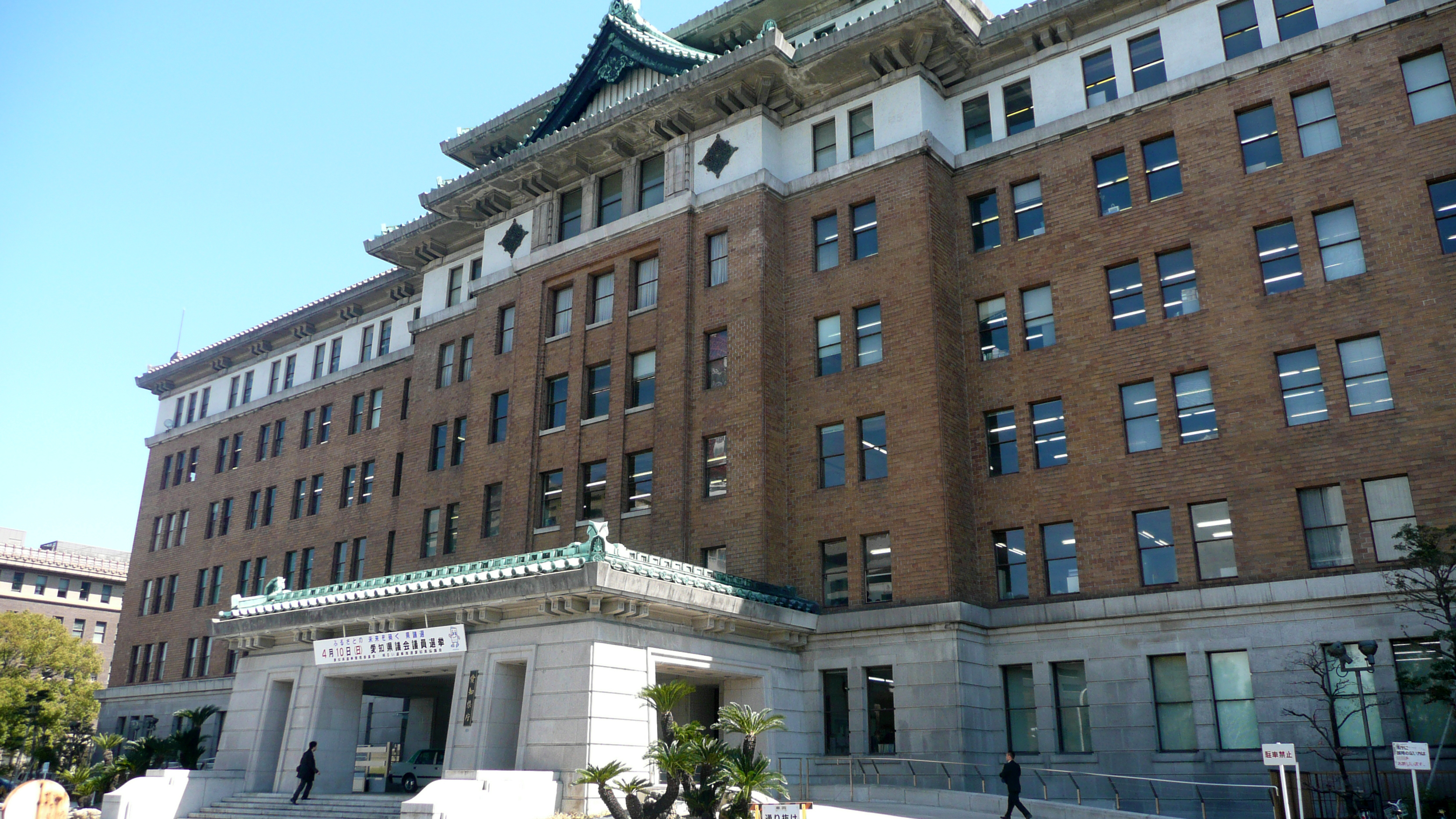
Präfekturverwaltung in Nagoya

Gouverneur von Aichi ist seit Februar 2011 der ehemalige Shūgiinabgeordnete Hideaki Ōmura, der 2011 gegen Kandidaten beider großer Parteien gewählt wurde. Im Februar 2023 wurde er mit Unterstützung von LDP Aichi, DVP, KDP und Kōmeitō gegen die linksgestützte (KPJ, SDP) Kandidatin Keiko Okada und vier weitere Kandidaten mit Zweidrittelmehrheit für eine vierte Amtszeit bestätigt. Die Wahlbeteiligung stieg geringfügig auf 36,4 %.
Im Präfekturparlament Aichi mit 102 Sitzen baute die Liberaldemokratische Partei bei den Regionalwahlen im April 2023 ihre absolute Mehrheit auf 58 Sitze aus. Die KDP fiel auf neun Sitze zurück, Kōmeitō und DVP lagen unverändert bei fünf und vier Sitzen. Die Genzei Nippon von Nagoyas Bürgermeister Takashi Kawamura legte auf drei Sitze zu, die KPJ schaffte mit einer Abgeordneten den Wiedereinzug, 22 Unabhängige wurden gewählt.
Aichi gehört zu den finanzstärksten Präfekturen des Landes. Zeitweise lag der „Finanzkraftindex“ (財政力指数, zaiseiryoku shisū) über 1, d. h. Aichi konnte seine theoretisch notwendigen Ausgaben ganz aus eigenen Steuermitteln decken und erhielt deshalb keine Mittel mehr aus den „Regionalzuteilungssteuern“ (地方交付税, chihō-kōfu-zei), die der Zentralstaat an finanzschwache Präfekturen überträgt.
Aichi galt traditionell als Hochburg des Mitte-links- bzw. Mitte-rechts-Lagers: der im Gewerkschaftsbund Dōmei organisierten Gewerkschaften und der mit diesem assoziierten Demokratisch-Sozialistischen Partei (DSP). Seit den 1990er Jahren, als die DSP in der NFP und schließlich der Demokratischen Partei aufging, galten Teile von Aichi und besonders Nagoya als Minshu Ōkoku, „demokratisches Königreich“, also als Hochburg der Demokratischen Partei.
Im nationalen Parlament ist Aichi seit 2024 durch 16 direkt gewählte Abgeordnete im Shūgiin und acht im Sangiin vertreten. Die 16 Shūgiin-Wahlkreise in Aichi wurden 20214 von acht KDP-, vier DVP-, drei LDP-Kandidaten und Nagoyas Ex-Bürgermeister Takashi Kawamura für die Konservative Partei Japans gewonnen. Im Sangiin sitzen für Aichi nach den Wahlen 2019 und 2022 und Parteiumbildungen seither (Stand: November 2024) je zwei Mitglieder von LDP, KDP und Kōmeitō und eines von der DVP; ein Sitz ist vakant.

## Wirtschaft
Aichi ist die wichtigste japanische Industrieregion. Die Präfektur ist für die Fahrzeug- und Luftfahrtindustrie und dem Werkzeugmaschinenbau bekannt. International tätige Unternehmen haben ihren Hauptsitz in Aichi:
- Aisin Seiki (Kariya)
- Aisin AW (Anjō)
- Brother (Nagoya)
- Central Japan Railway Company (Nagoya)
- Denso (Kariya)
- Nippon Sharyō (Nagoya)
- Toray (Okazaki)
- Toyota (Toyota)
- Yamazaki Mazak (Oguchi)

Bayer, Daimler, Fuji Heavy Industries, Mitsubishi, Pfizer, Sony, Suzuki, UBS und Volkswagen sind mit Niederlassungen in Aichi vertreten.
Der gesetzliche Mindestlohn in Aichi beträgt von Oktober 2020 bis 2021 927 Yen und gehört damit zu den höchsten im Land – nur in Tokio (1013 ¥), Kanagawa (1012 ¥), Osaka (964 ¥) und Saitama (928 ¥) liegt er in dieser Periode höher.

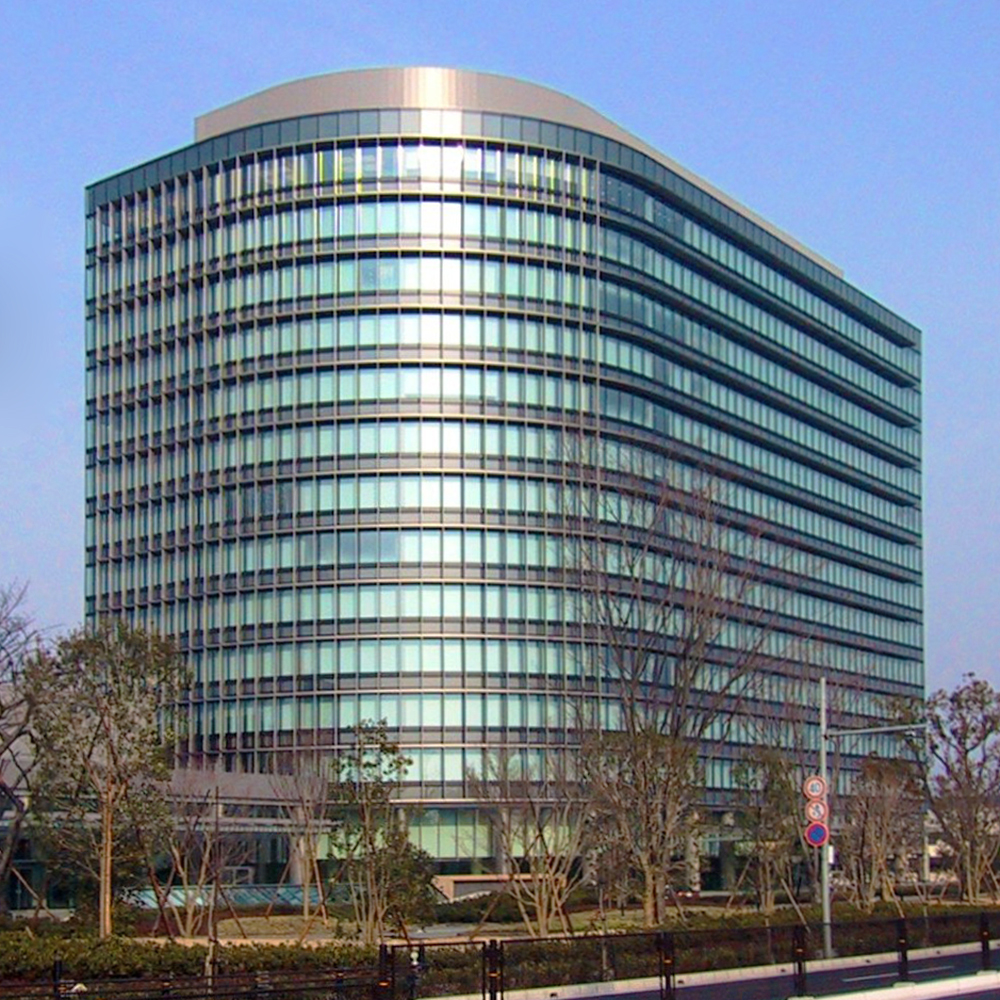
Toyota-Hauptsitz
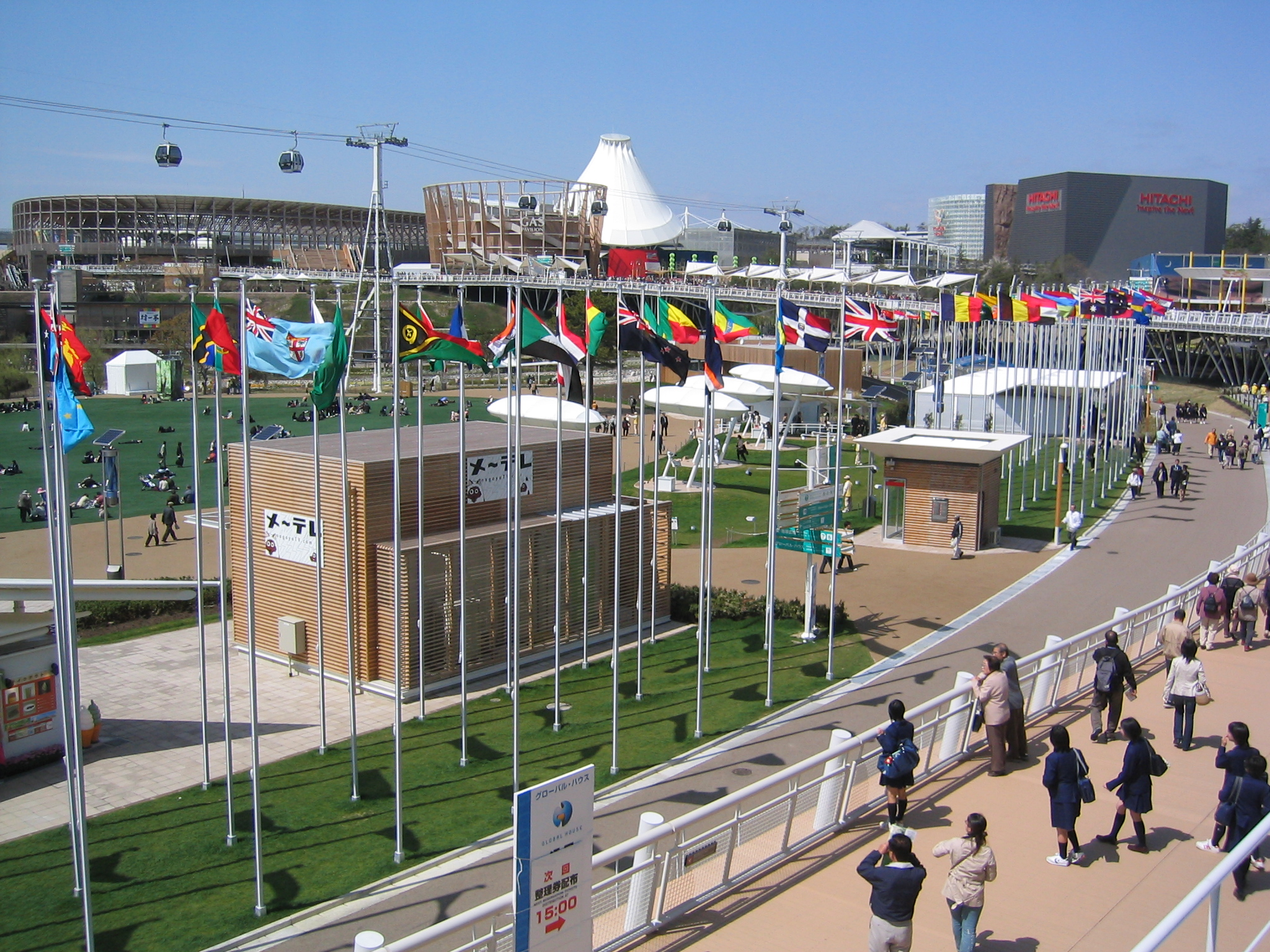
Expo 2005

## Verkehr

Regionale Verteilung der acht Kfz-Kennzeichen in Aichi
名古屋
尾張小牧
一宮
春日井
豊田
三河
岡崎
豊橋

Größte Bahngesellschaft in Aichi ist die JR Central als Teil der Japan-Railways-Gruppe sowie die Privatbahn Meitetsu. Aichi ist über den Tokaido-Shinkansen an das japanische Eisenbahn-Hochgeschwindigkeitsnetz angeschlossen. Shinkansen-Bahnhöfe gibt es in Nagoya, Toyohashi und Mikawa-Anjō.
Das Autobahnnetz ist dicht ausgebaut, aufgrund der hohen Verkehrsdichte jedoch auch stark belastet. Aichi hat nach Hokkaidō die meisten Verkehrsunfälle in Japan. Die wichtigsten sind die Tōmei-Autobahn (Tokyo-Nagoya), Meishin-Autobahn (Nagoya-Kobe) und Chūō-Autobahn (Nagoya-Nagano-Tokyo). 2005 wurden die Isewangan-Autobahn (Toyota-Yokkaichi) und die Tōkai-Kanjō-Autobahn (Toyota-Gifu) eröffnet Die Shin-Tōmei-Autobahn wurde am 14. April 2012 mit einem 162 km langen Abschnitt von Gotemba, Shizuoka, nach Mikkabi, Hamamatsu, Shizuoka, teilweise eröffnet. Am 13. Februar 2016 wurde der 55 km lange Abschnitt zwischen der östlichen Endstelle des Isewangan Expressway in Nagoya und Mikkabi eröffnet. Am 28. Januar 2018 wurde die äußere Umgehungsstraße von Tokio, der Ken-Ō Expressway, mit dem Shin-Tōmei Expressway in Ebina, Kanagawa, verbunden. Am 7. März 2019 wurde der Shin-Tomei Expressway zwischen dem Atsugi Minami IC und dem Isehara JCT für den Verkehr freigegeben. Am 15. März 2020 wurde ein 3 km langer Abschnitt zwischen dem Isehara JCT und dem Isehara-Oyama IC für den Verkehr freigegeben. Am 10. April 2021 wurde der Abschnitt zwischen dem JCT Gotemba und dem IC Shin Gotemba für den Verkehr freigegeben. Am 16. April 2022 wurde ein 13 km langer Abschnitt zwischen dem IC Isehara-Oyama und dem IC Shin Hadano für den Verkehr freigegeben, während der 25 km lange Abschnitt zwischen dem IC Shin Gotemba und dem IC Shin Hadano noch im Bau ist.
Am 17. Februar 2005 wurde auf einer künstlichen Insel in der Ise-Bucht der neue Flughafen Chūbu (Chūbu kokusai kūkō, „Internationaler Flughafen Chūbu“) eröffnet. Der ehemalige Großflughafen Nagoya (auch Komaki kūkō, „Flughafen Komaki“ genannt) an der Nordgrenze der Stadt Nagoya wird heute nur noch für Regionalflüge genutzt.

## Wissenschaft
In der Präfektur liegen zahlreiche Universitäten. Die größte und angesehenste Universität ist die staatliche Universität Nagoya, an der u. a. Ryōji Noyori lehrt.

## Tourismus
Bekannte touristische Ziele sind die Toyota-Werke, der Affenpark in Inuyama sowie die Schlösser in Nagoya und Inuyama. Aufgrund der Lage Aichis an der östlichen Küste gibt es zahlreiche geschützte Waldlandschaften, im Süden liegen kleinere aber wunderschöne Badestrände. So zum Beispiel in Hazu (seit April fusioniert mit der Stadt Nishio).
Zu den weiteren Sehenswürdigkeiten der Präfektur zählen:
- Atsuta-jingū: ein alter Shinto-Schrein mit 1.000-jährigen Bäumen und einem der drei göttlichen Symbole des japanischen Kaiserhauses
- Kap Irago: westlichster Punkt der Atsumi-Halbinsel
- Burg Inuyama: 1537 errichtet, in Inuyama
- Meiji Mura: einer der ersten Themenparks in Japan mit 63 Gebäuden aus der Meiji-Zeit, in Inuyama
- Horaiji-Berg: 684 Meter hoher ruhender Vulkan, in Horai
- Ninomaru-Garten an der Burg Nagoya: angelegt im Jahr 1625, in Nagoya
- Schloss Okazaki, Geburtsstätte von Tokugawa Ieyasu, schöne Parkanlage und Museum (sehr bekannt für die Kirschblüte im Frühjahr und das gigantische Feuerwerk Anfang August)
- Tenryū-Okumikawa-Quasi-Nationalpark: erstreckt sich über die Präfekturen Aichi, Shizuoka und Nagano mit dem 1.415 Meter hohen Chausu-yama, dem höchsten Berg in Aichi
- Tokugawa-Kunstmuseum: Ausstellungen von historischen und zeitgenössischen Gebrauchsgegenständen und Werkzeugen
- Ghibli Park

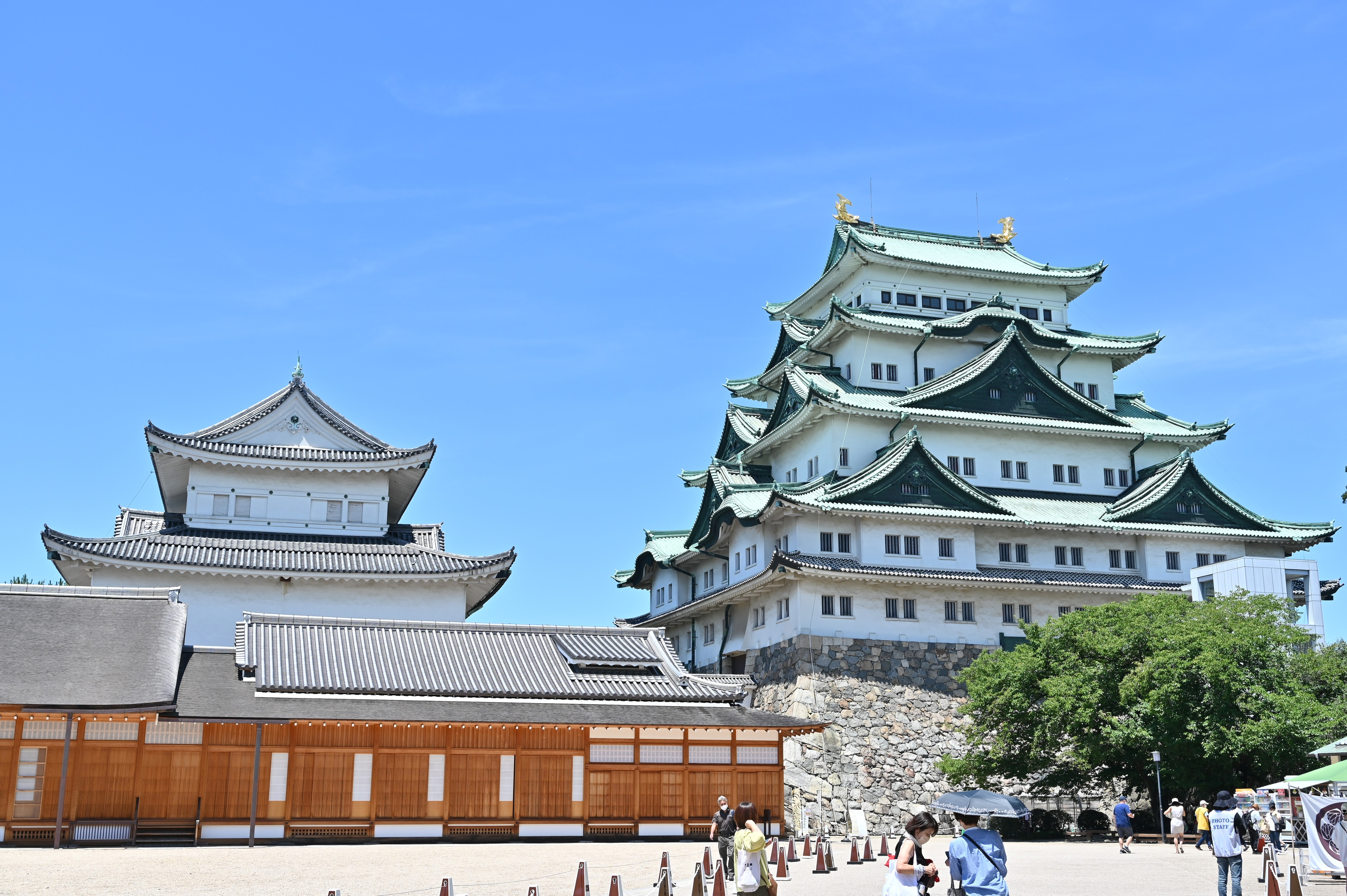
Burg Nagoya
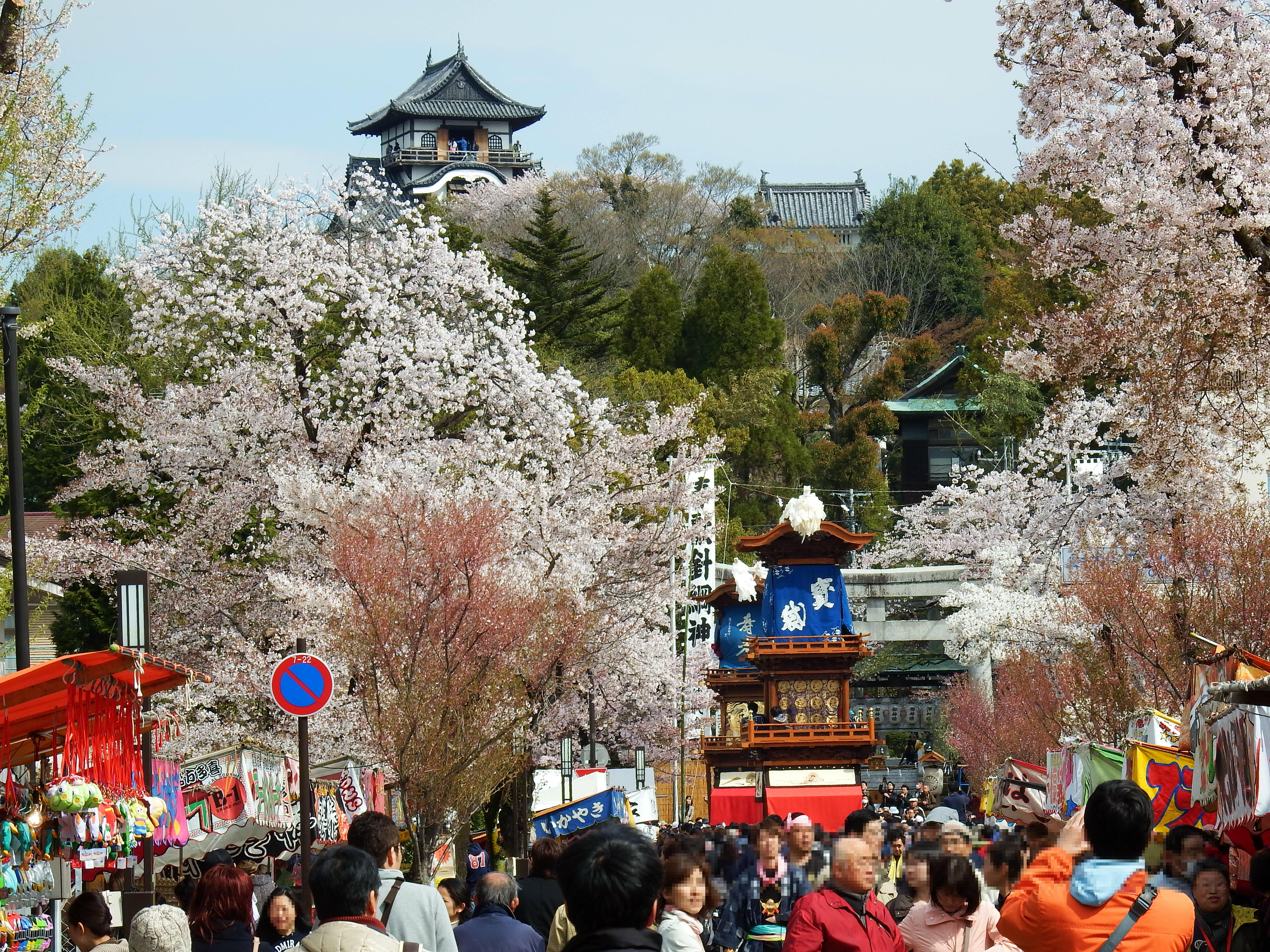
Burg Inuyama
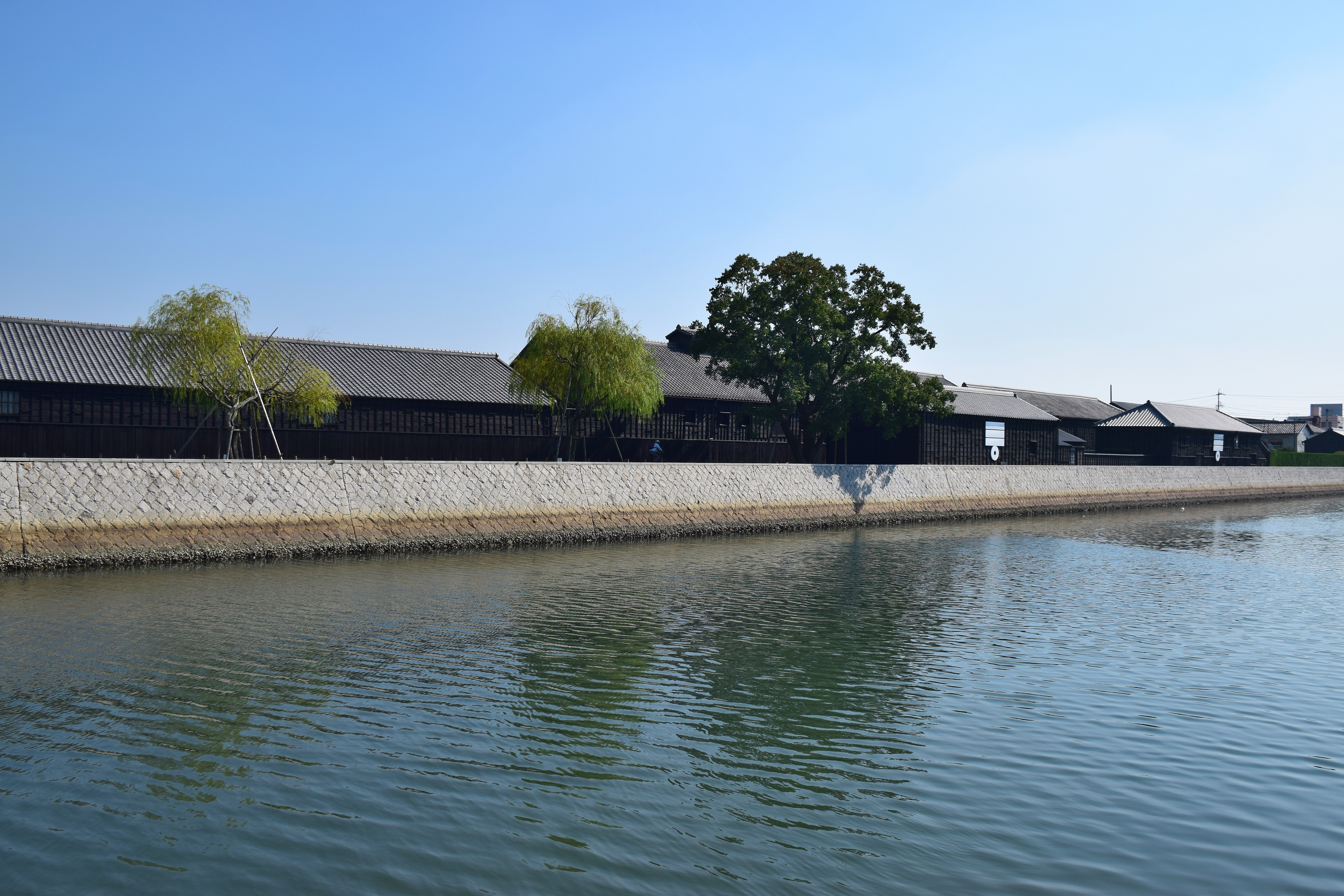
Handa
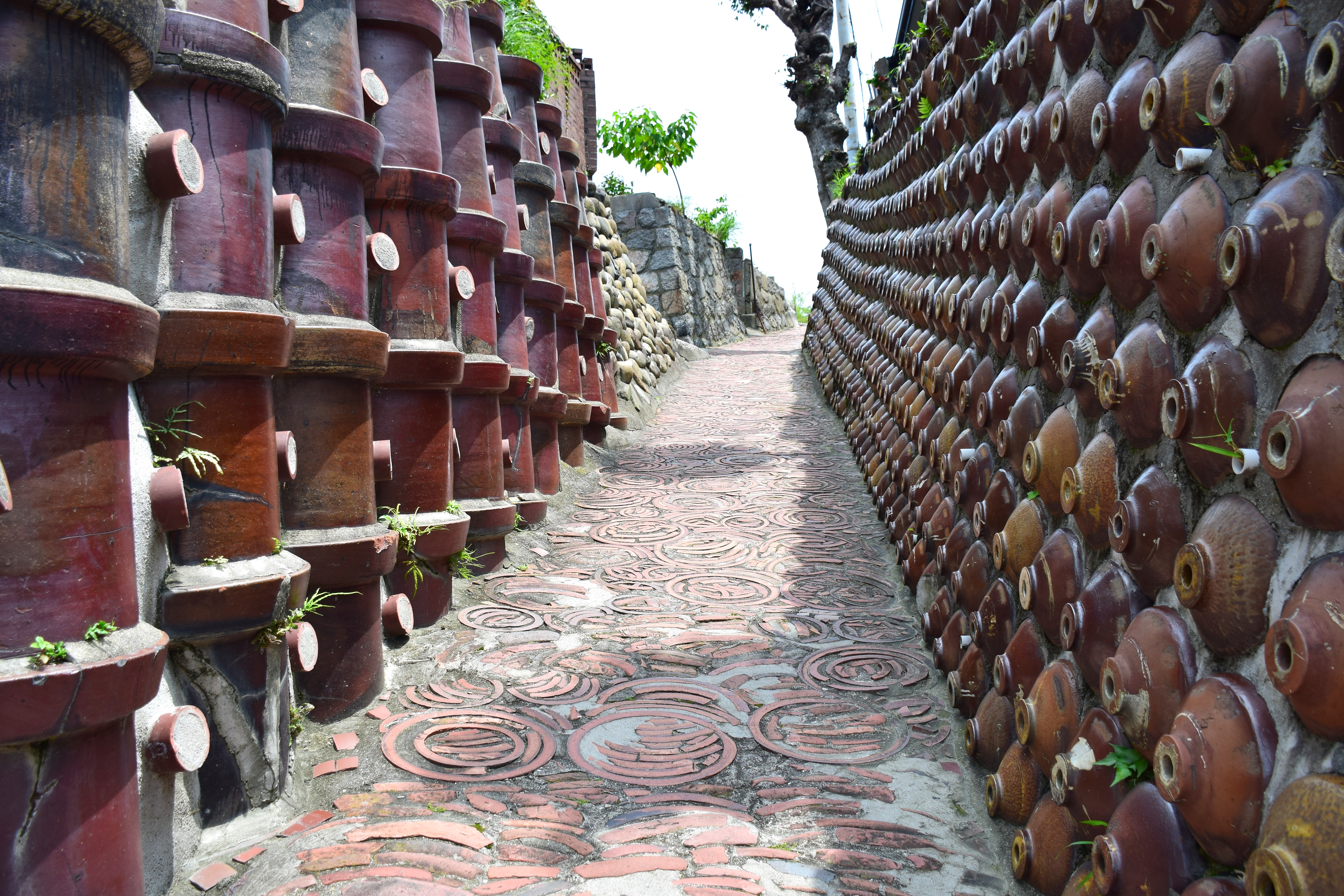
Tokoname
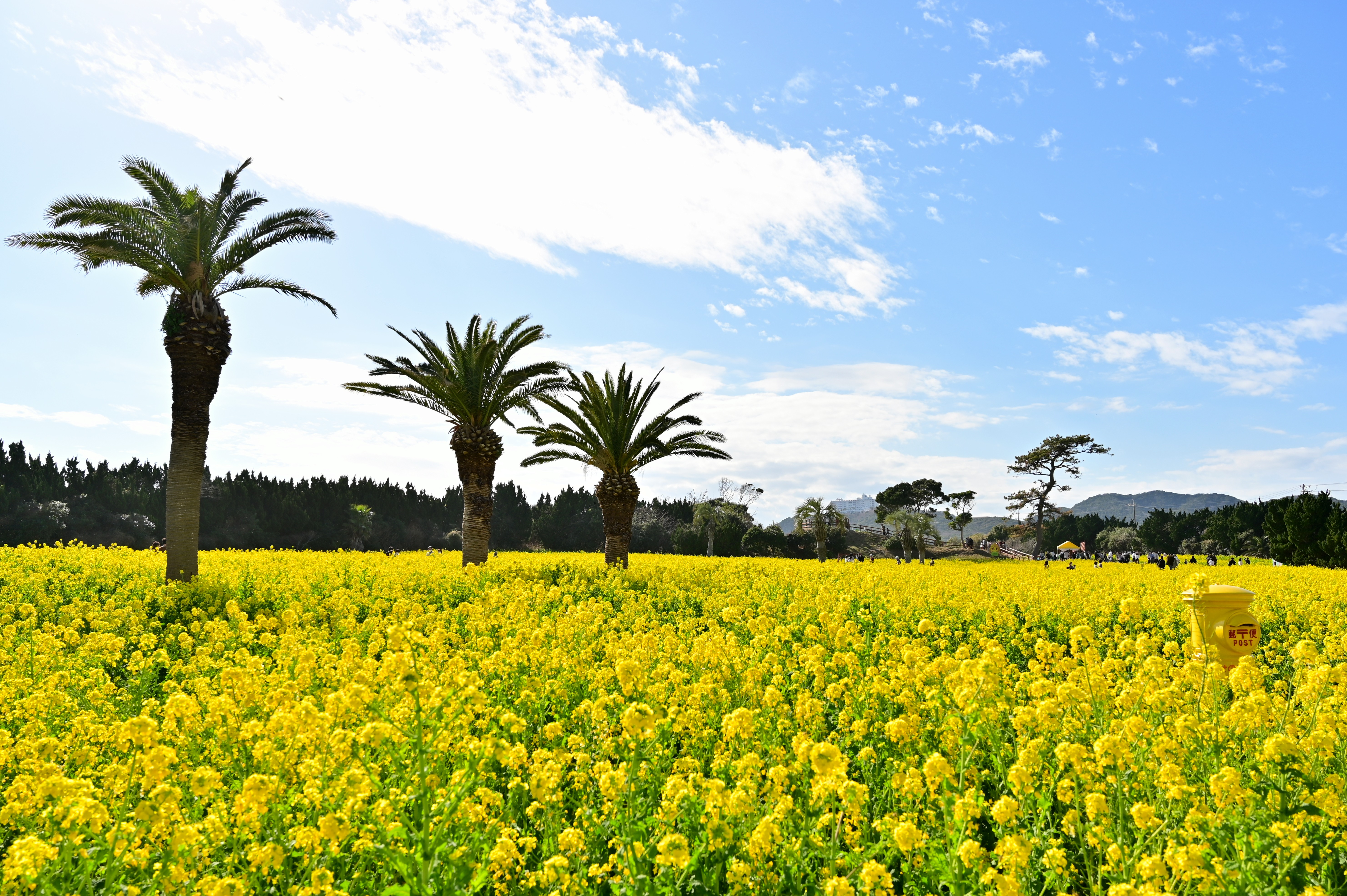
Tahara
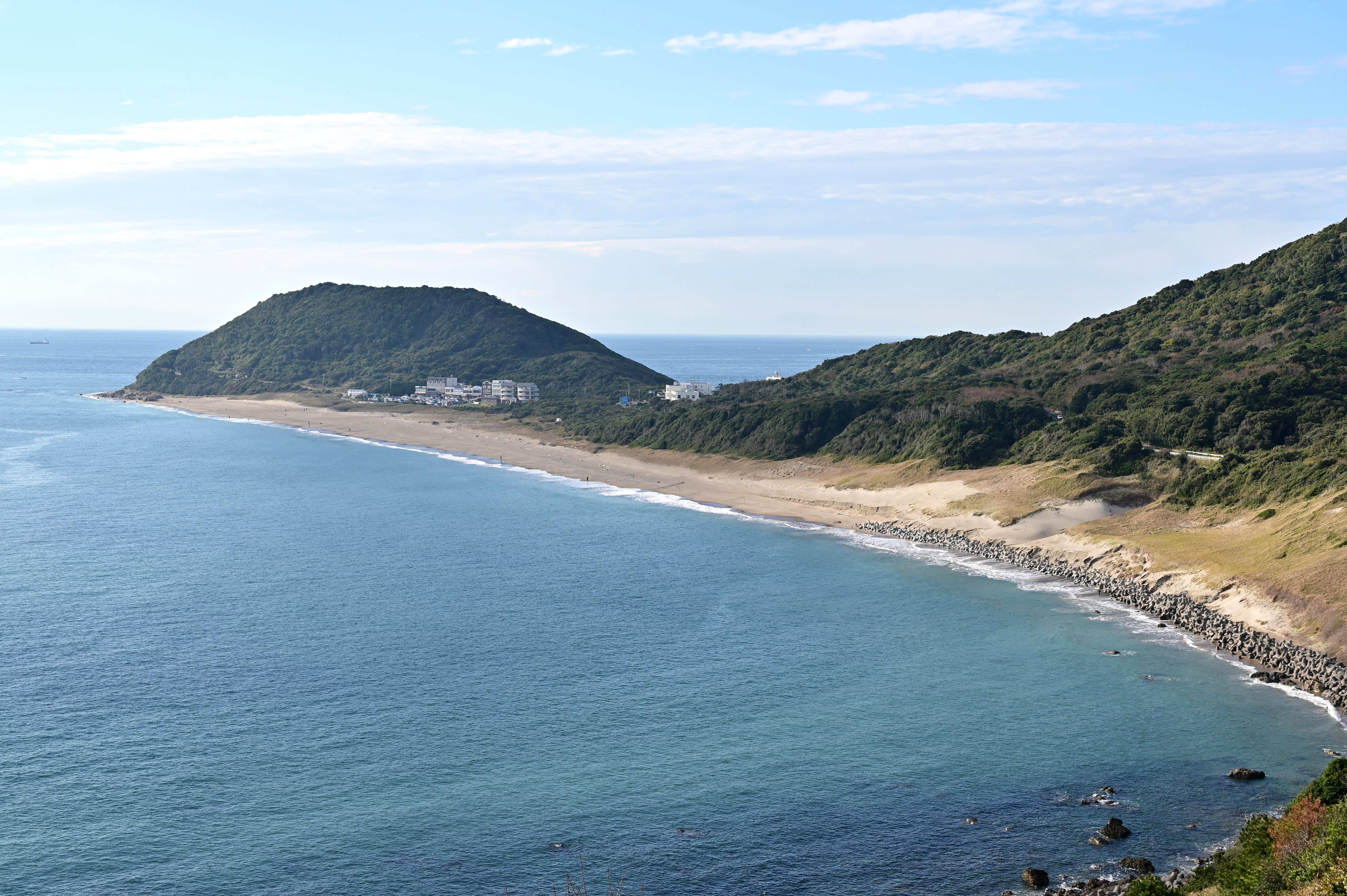
Kap Irago
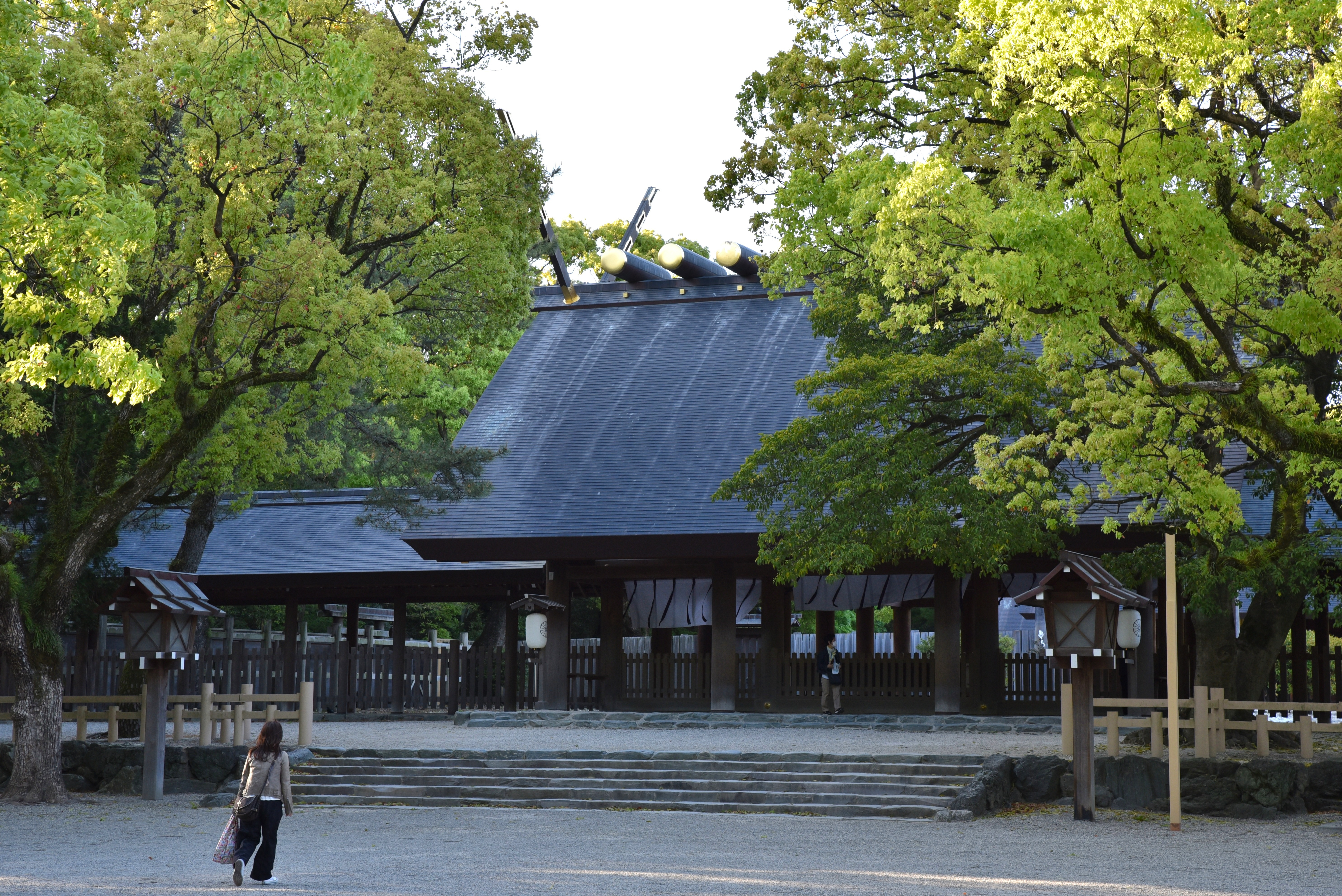
Atsuta-jingū
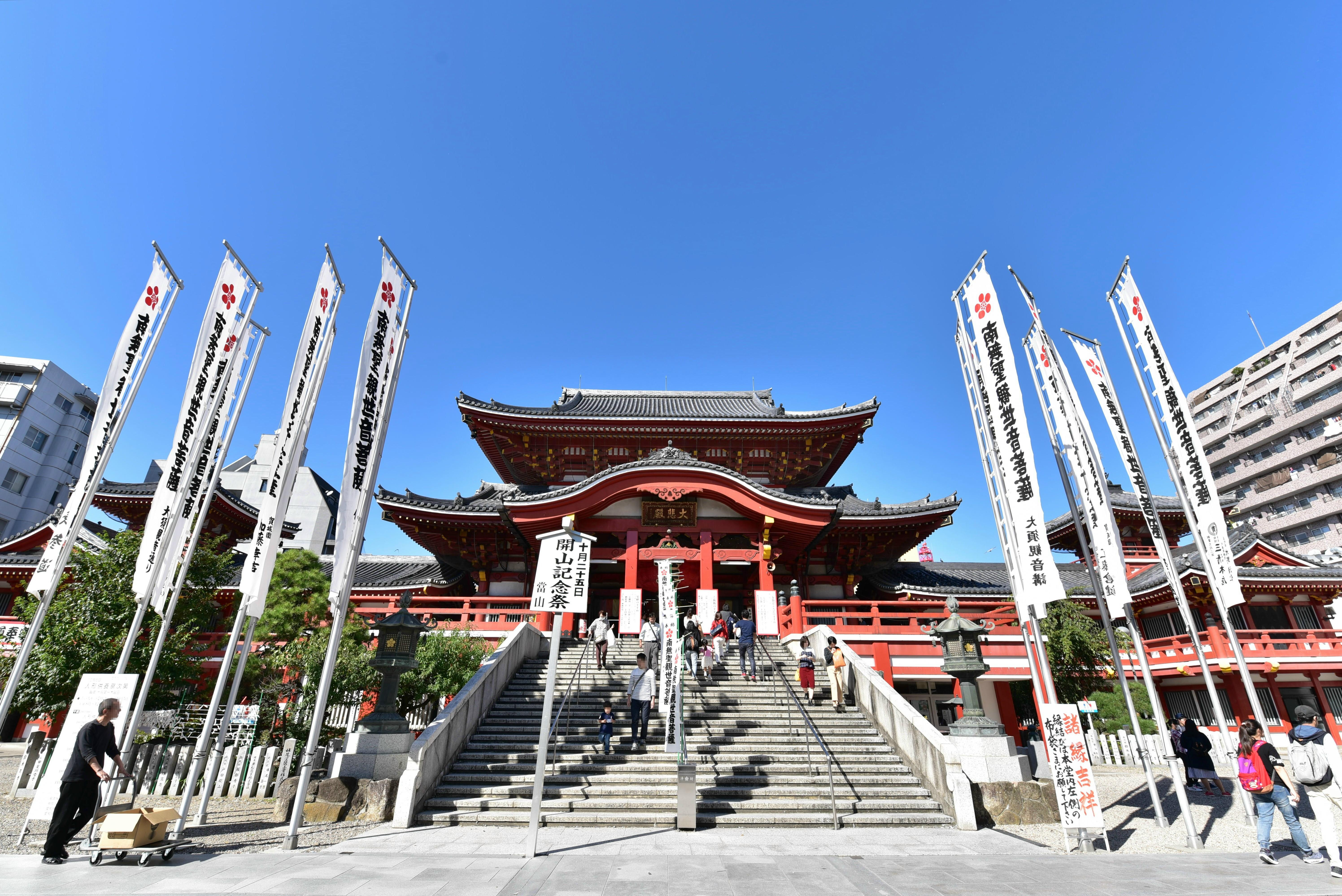
Ōsu Kannon
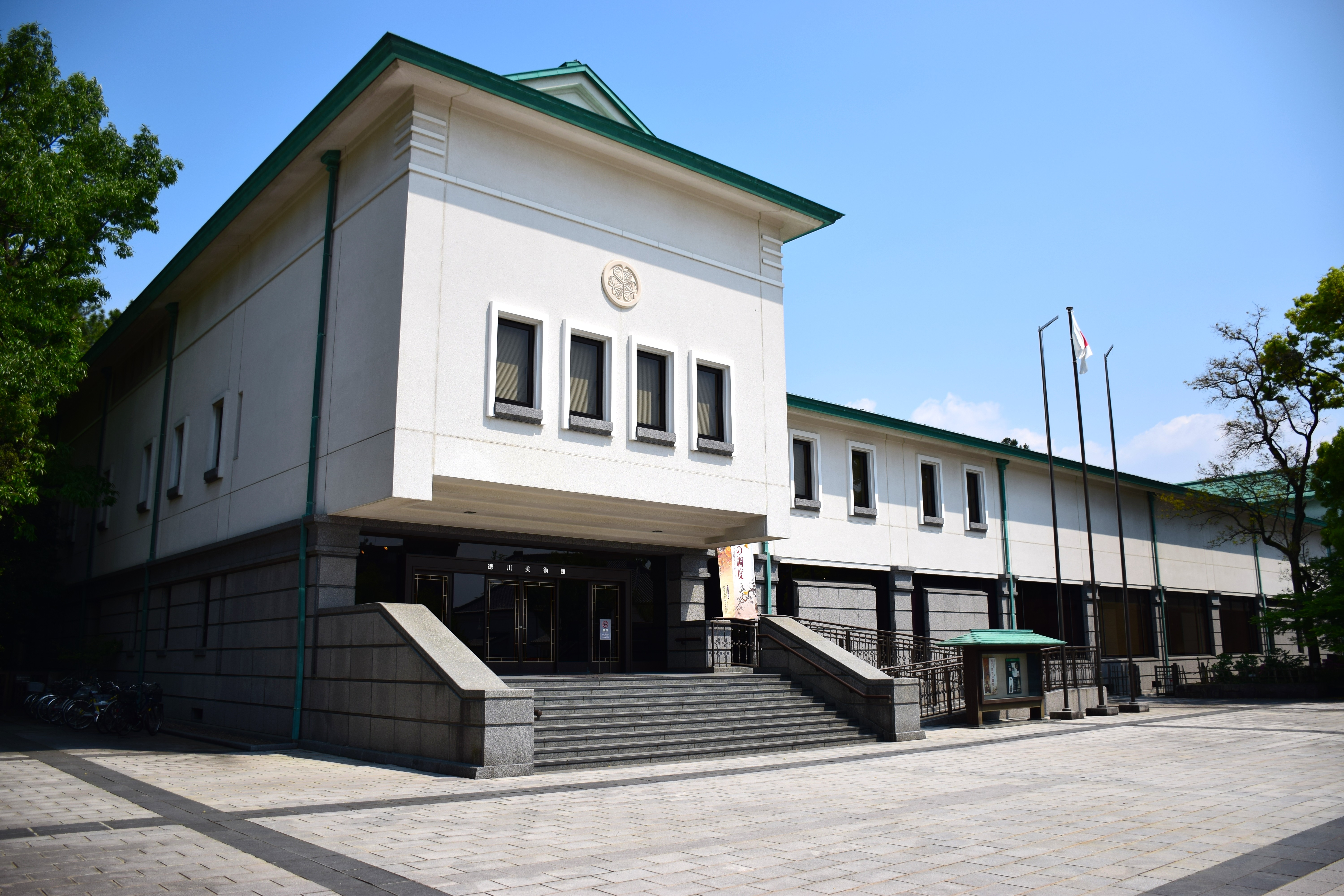
Tokugawa-Kunstmuseum
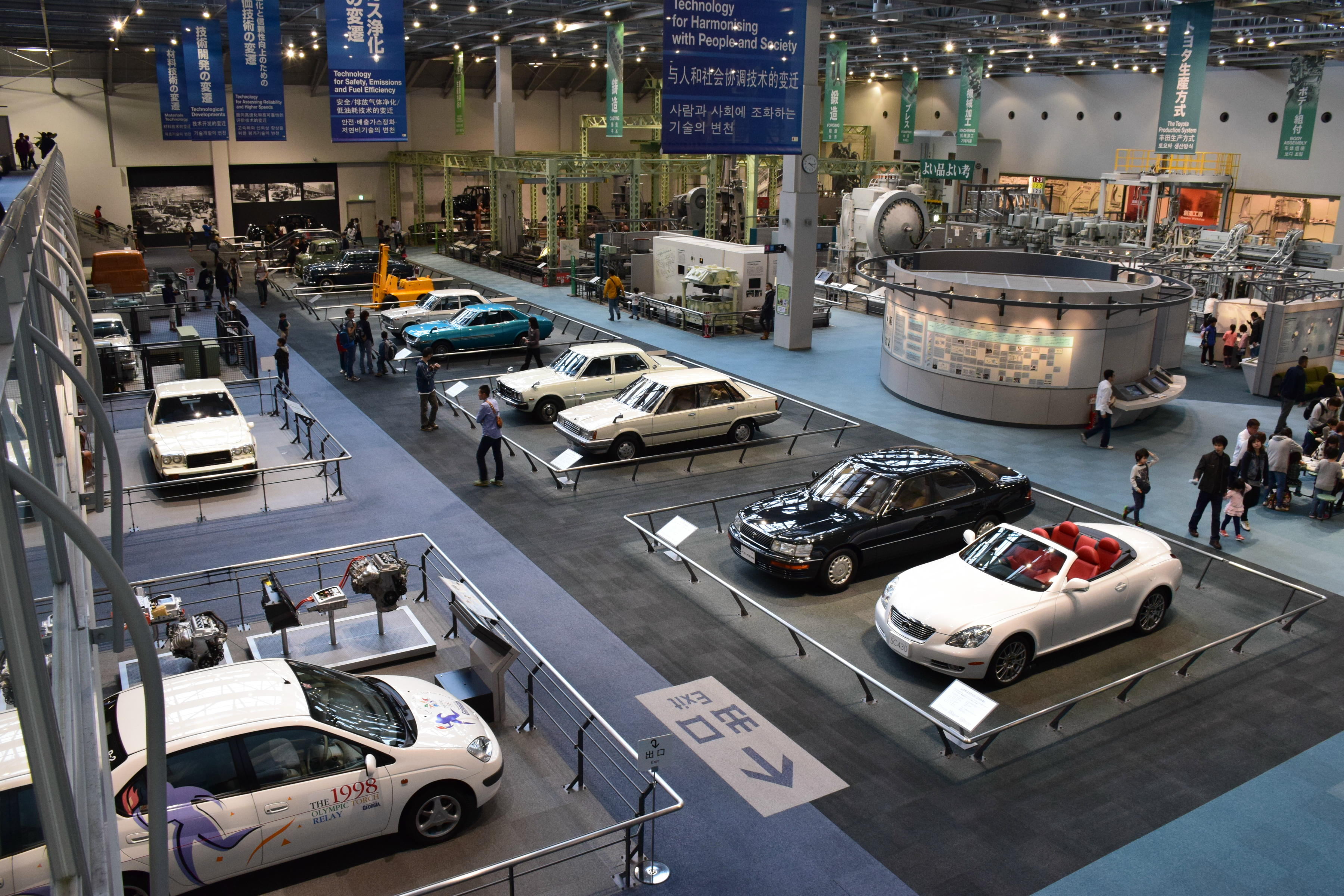
Toyota Commemorative Museum of Industry and Technology
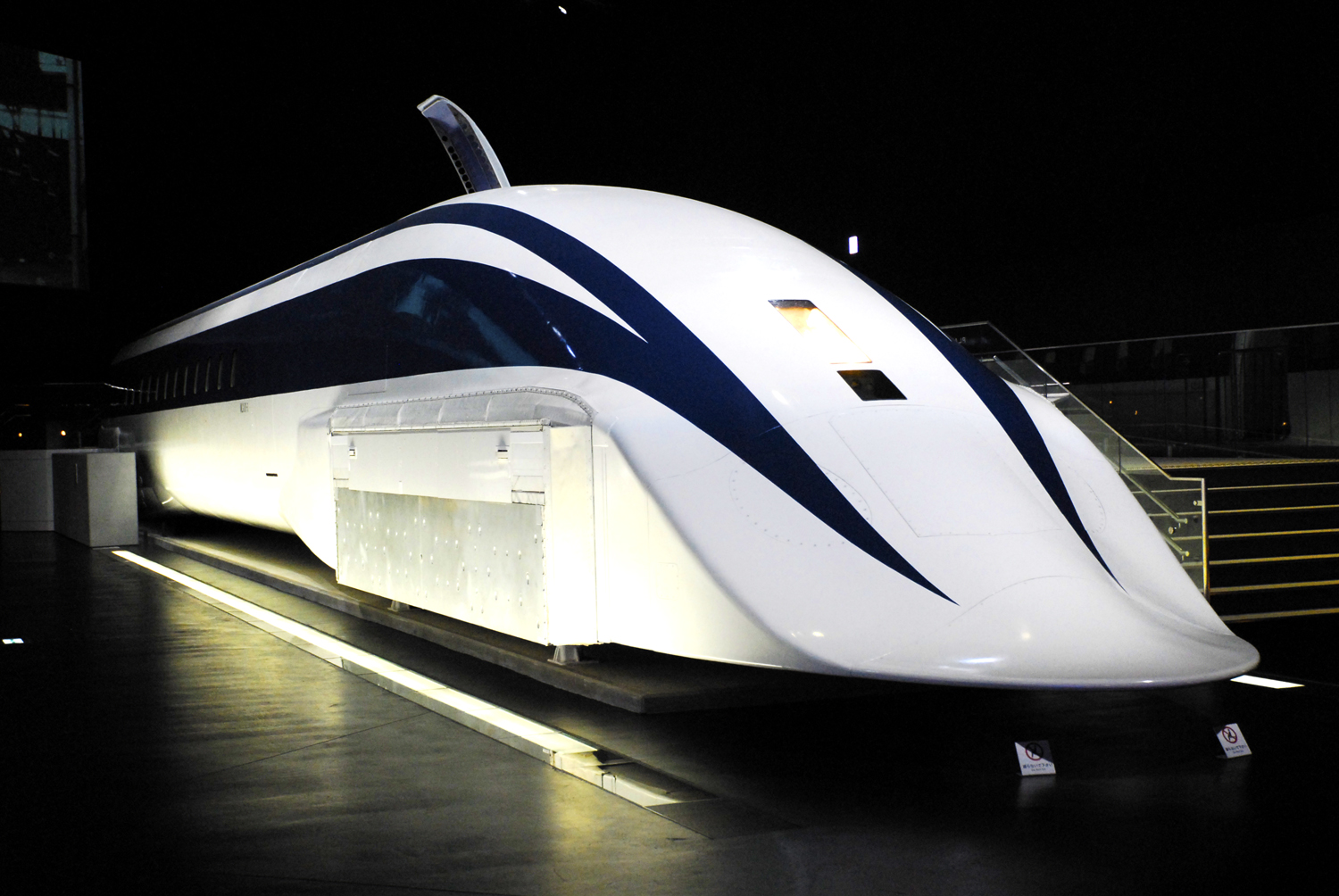
Eisenbahnmuseum
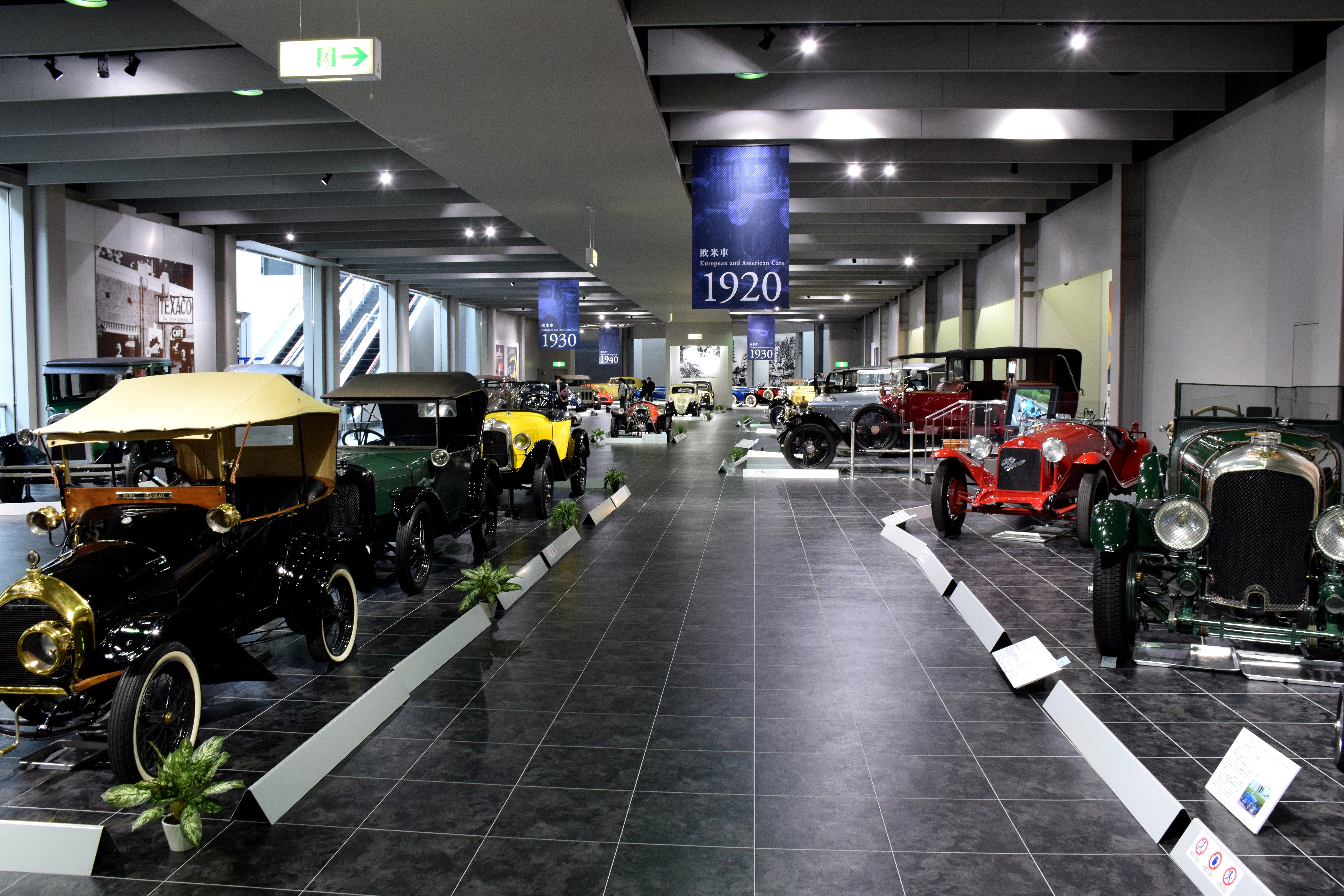
Toyota-Museum
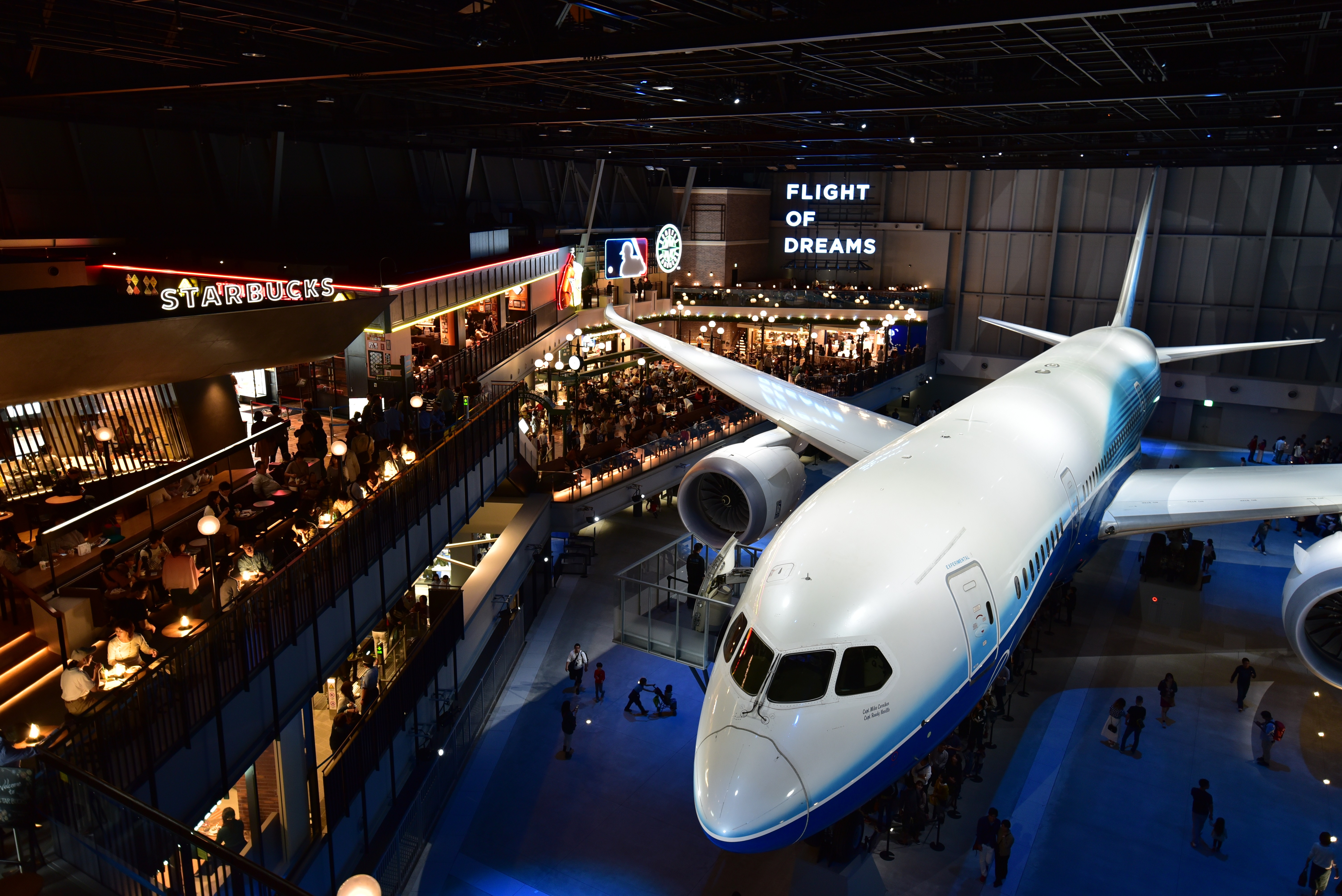
Flight of Dreams
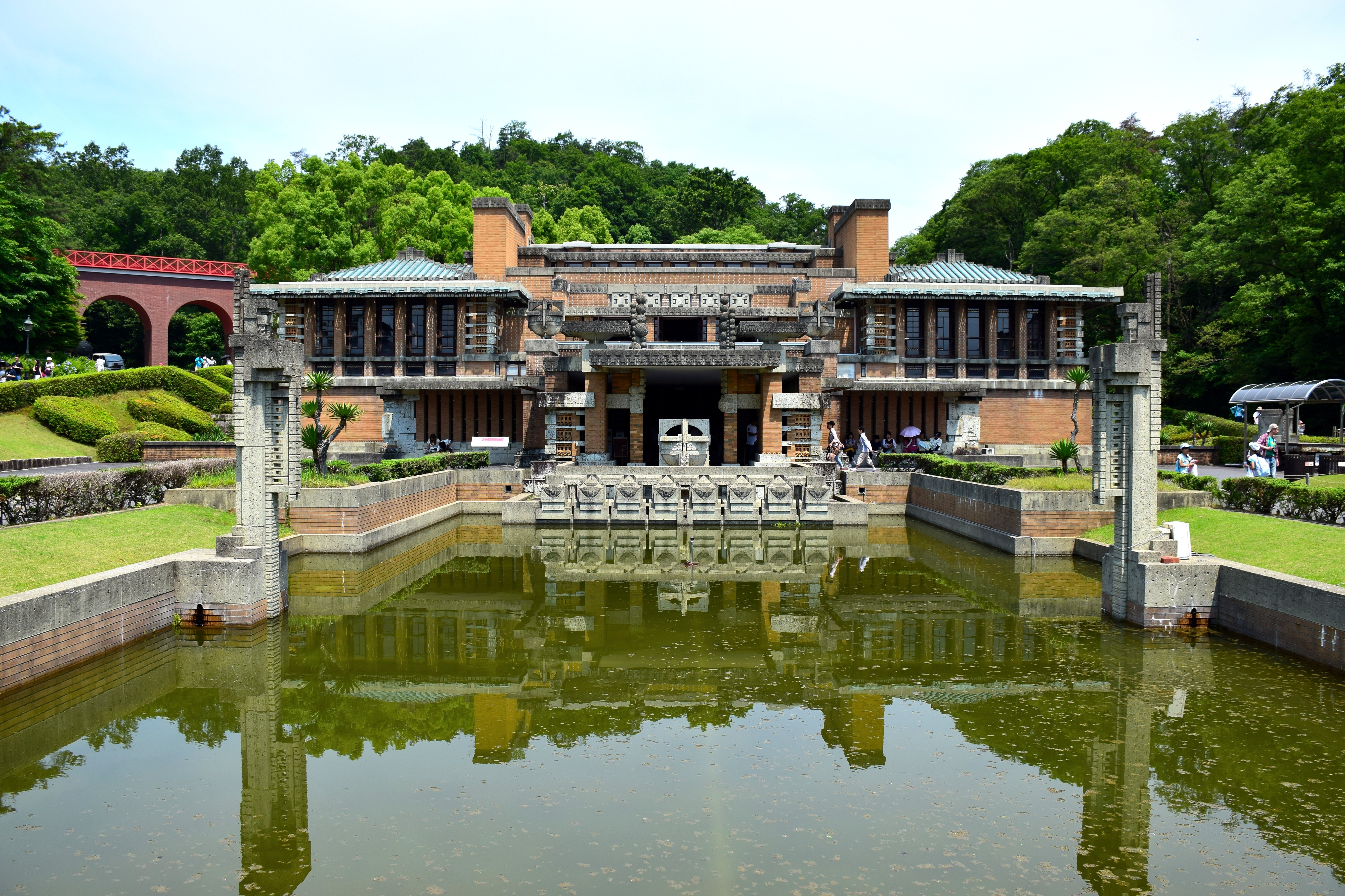
Meiji Mura
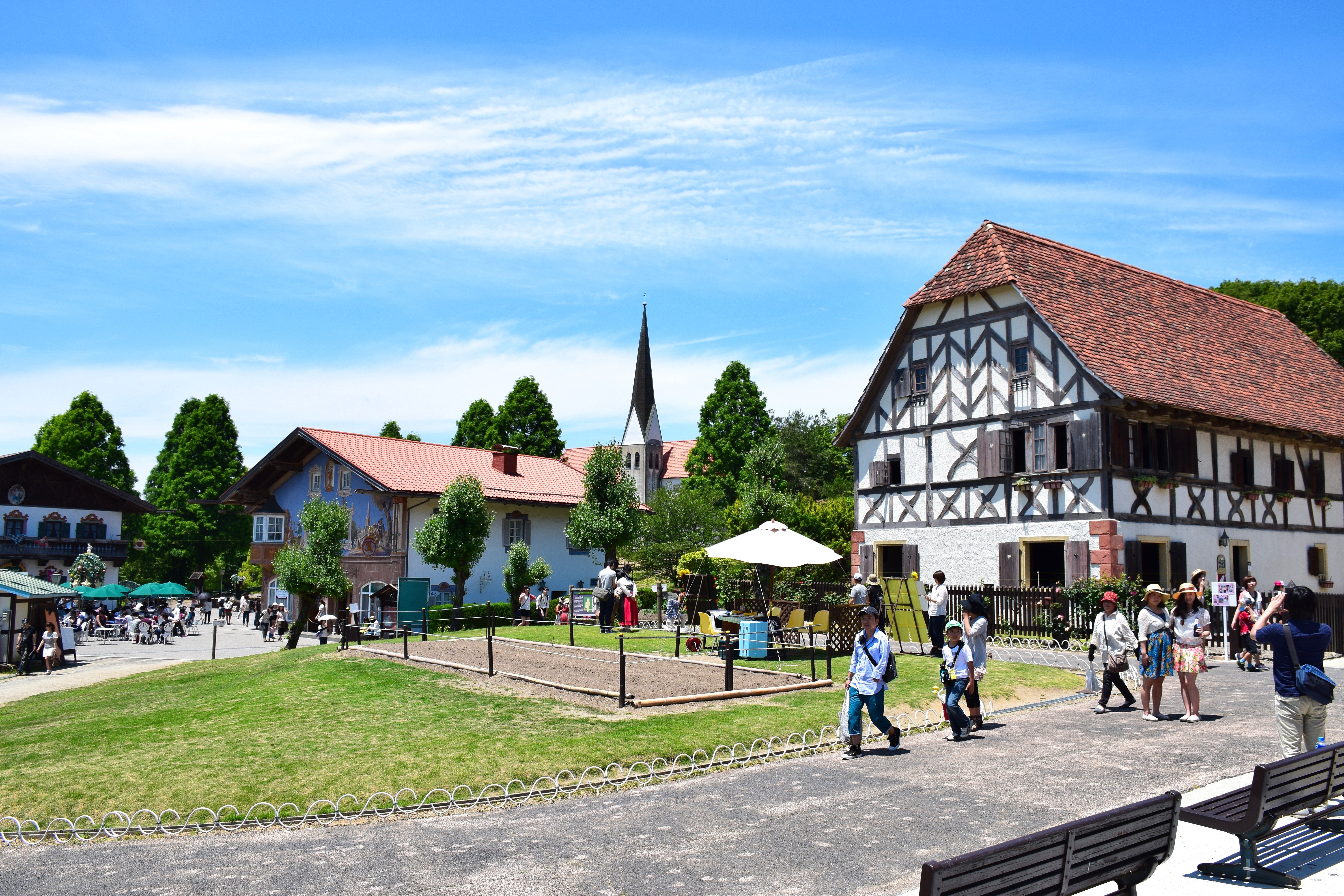
Little World Museum of Man
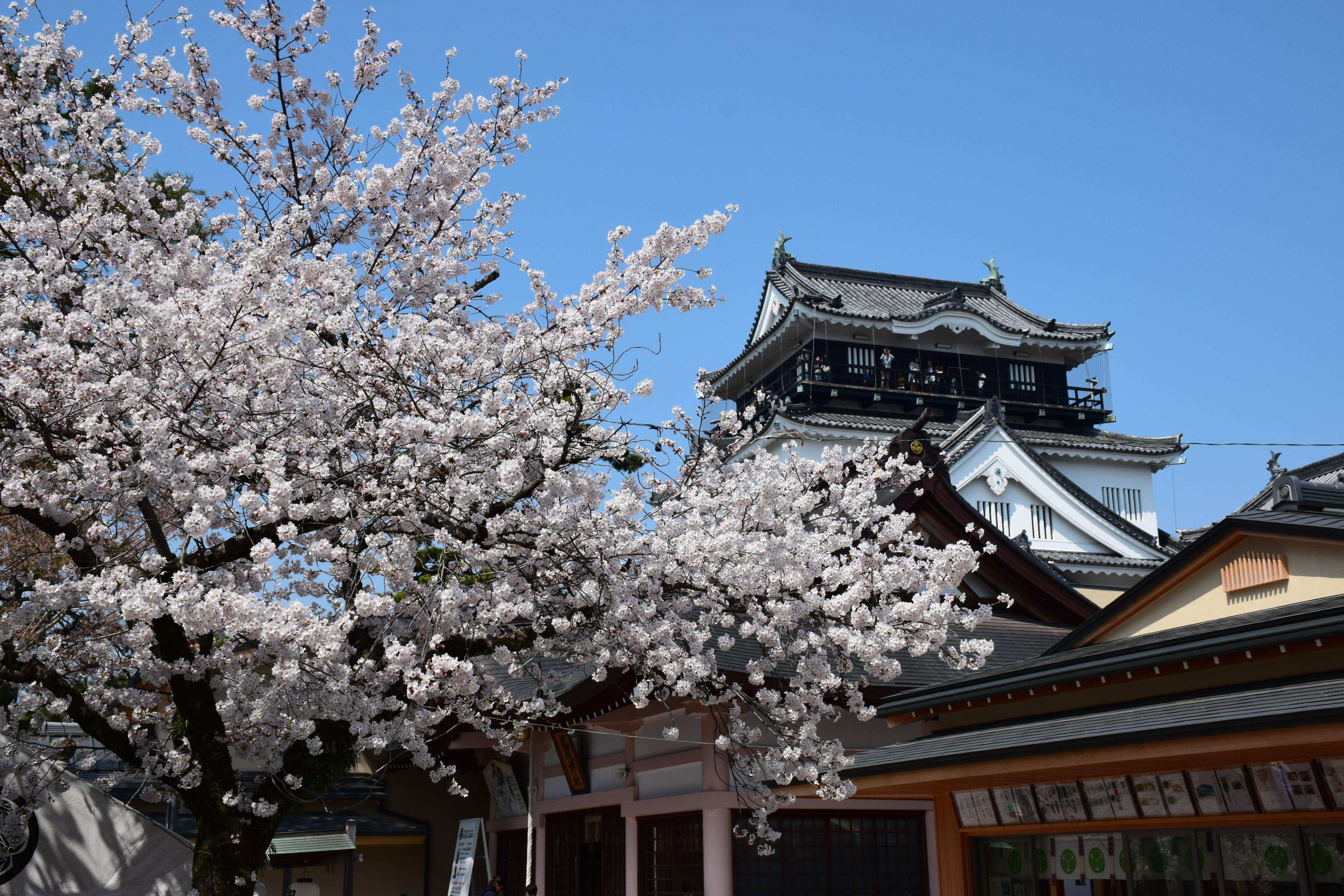
Burg Okazaki
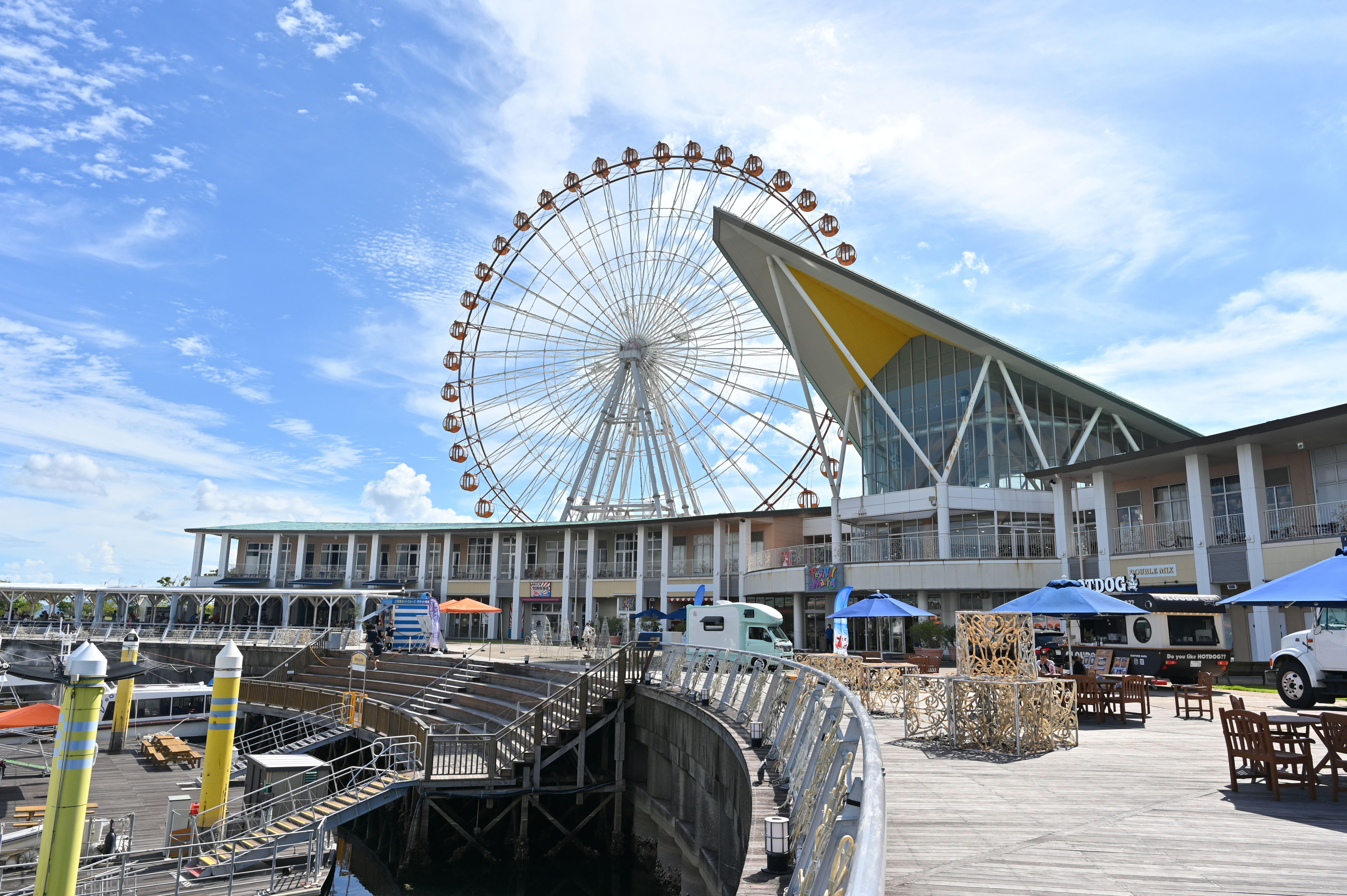
Laguna Ten Bosch
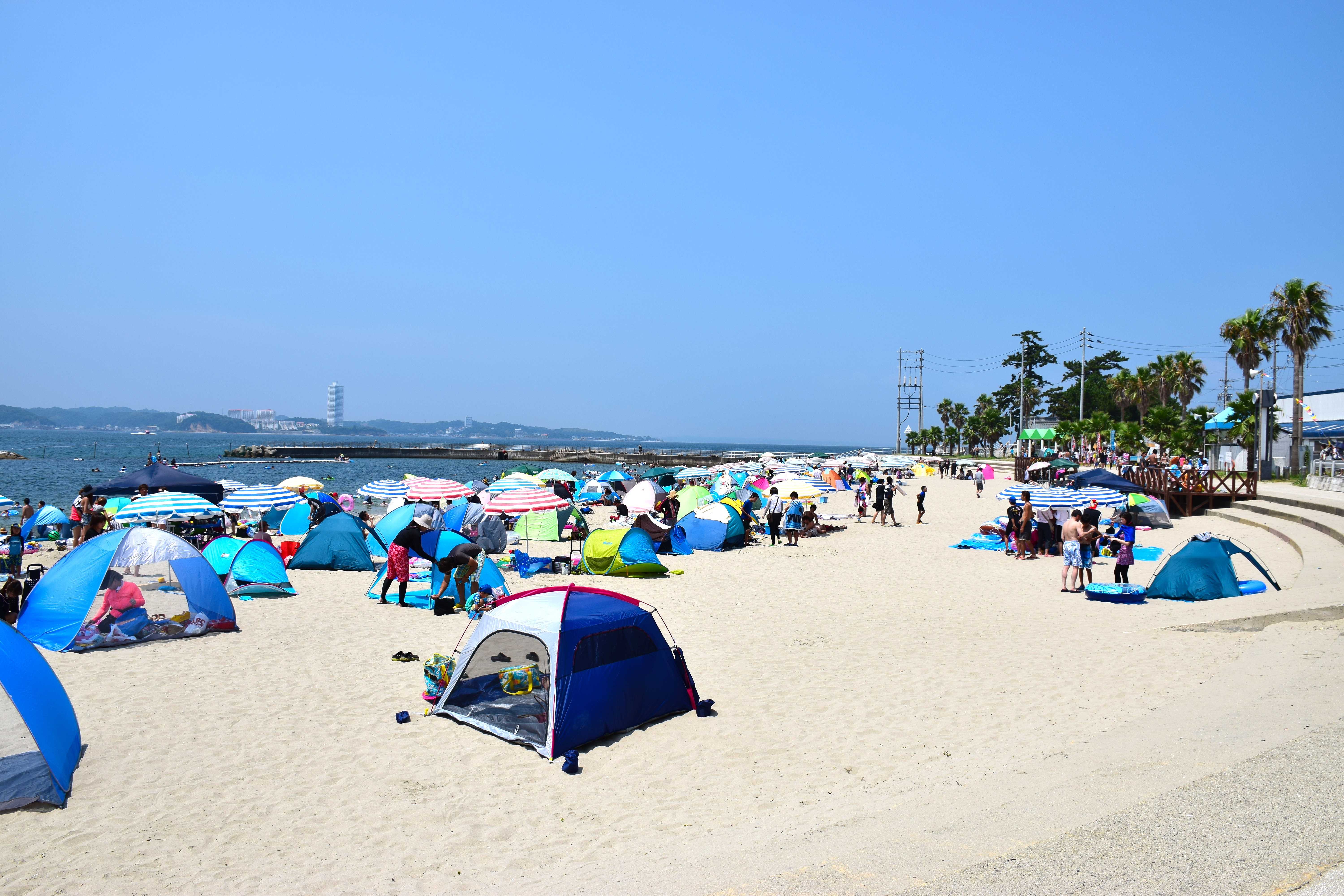
Himakajima
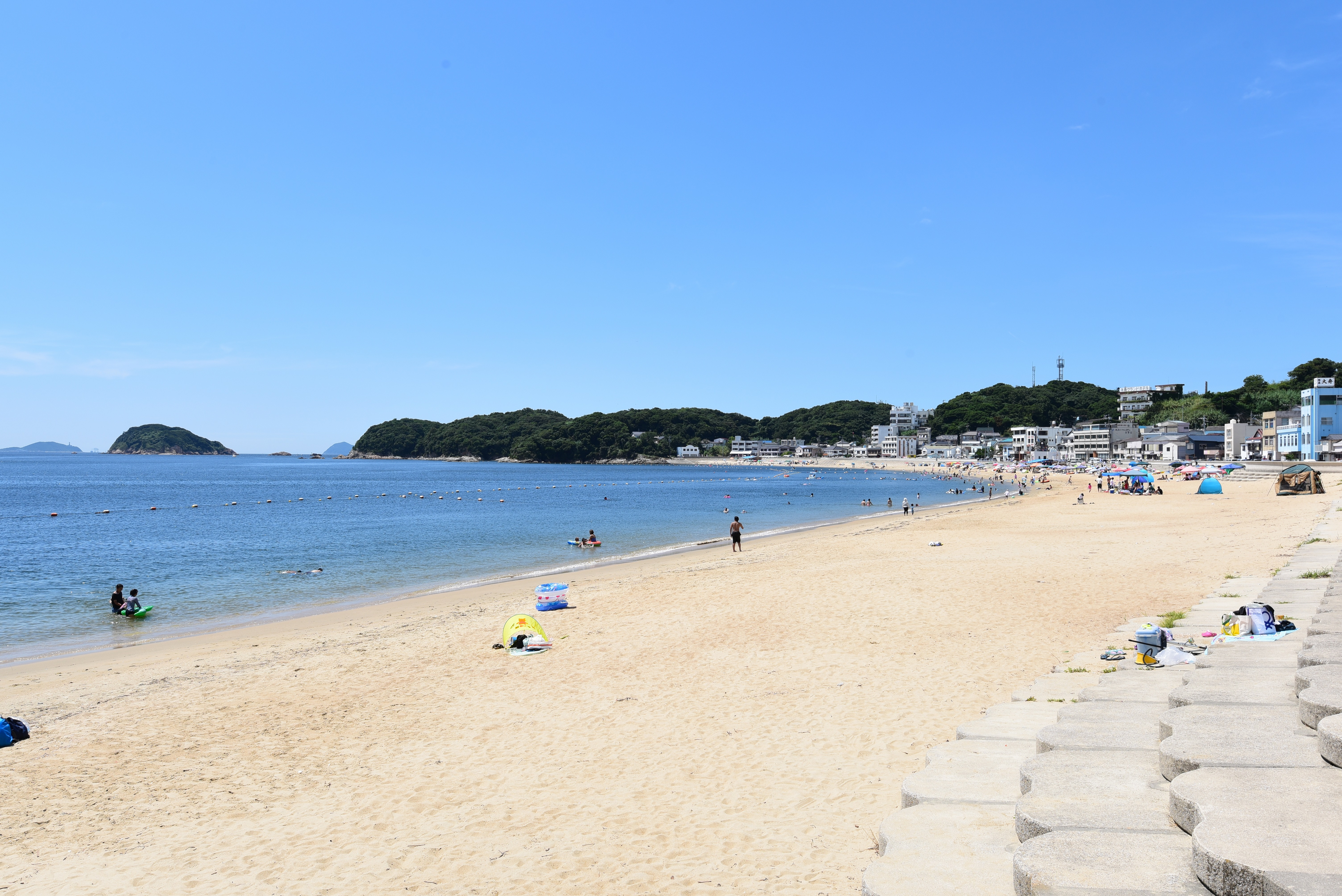
Shinojima
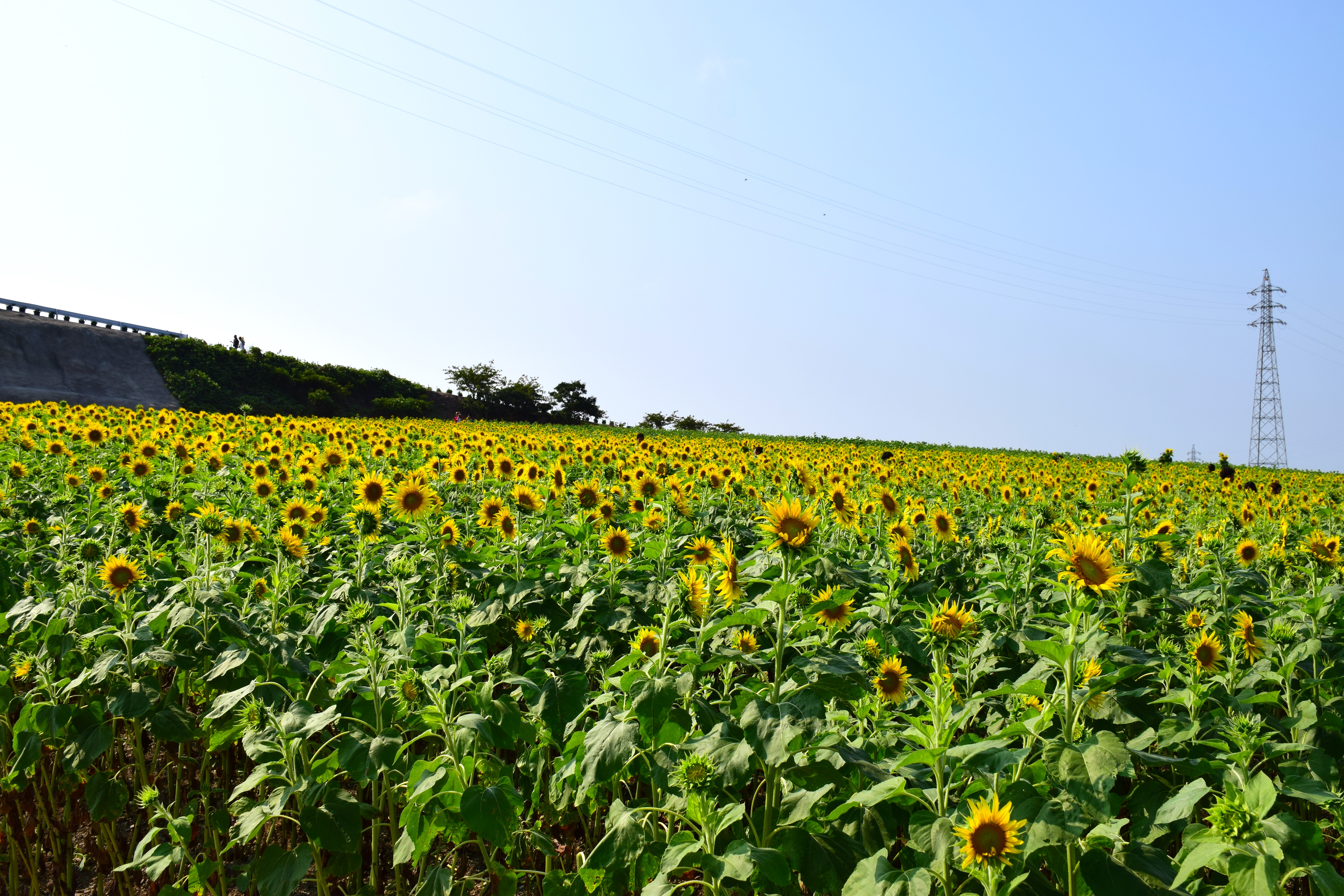
Blumenlichtung (Minamichita)
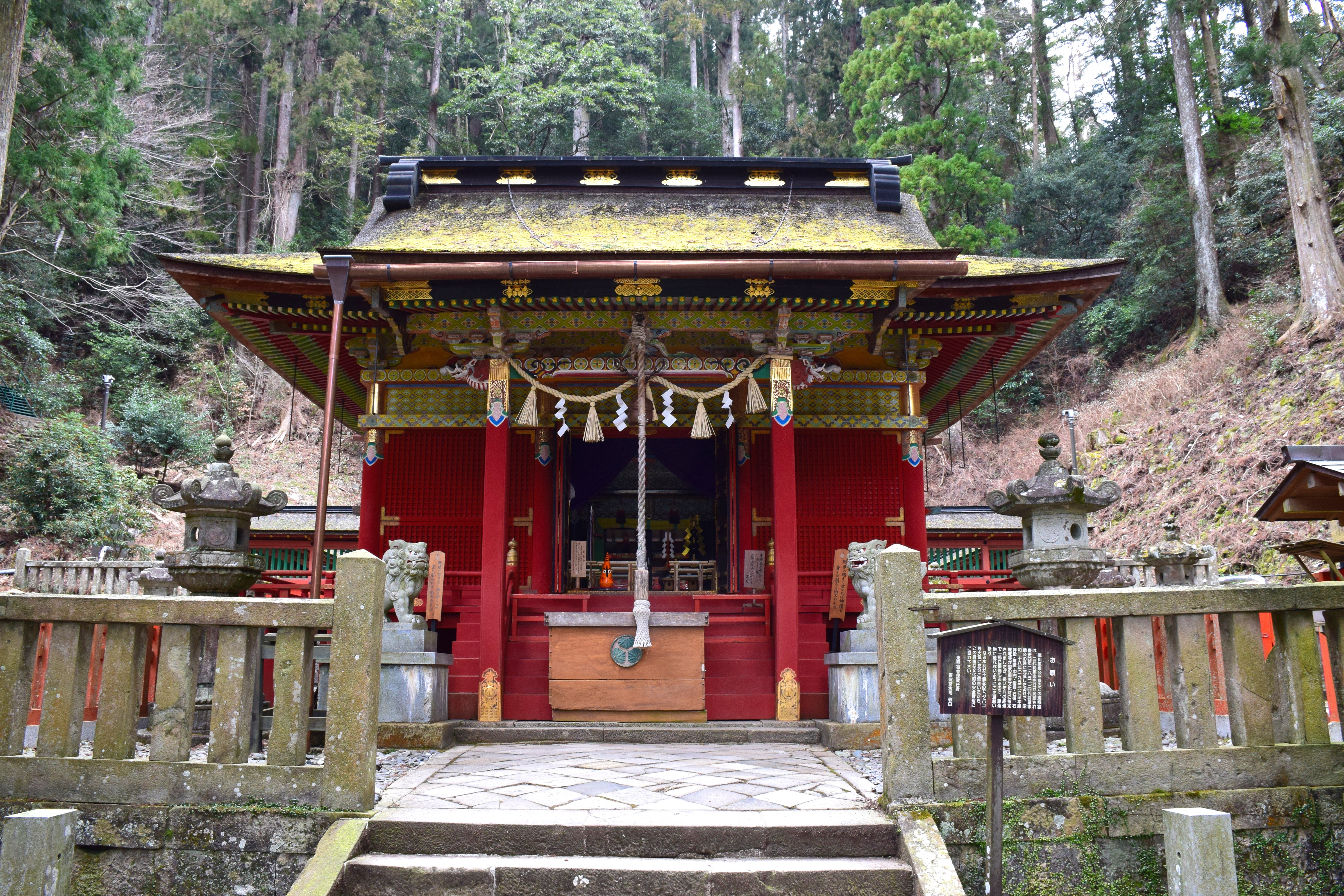
Horai
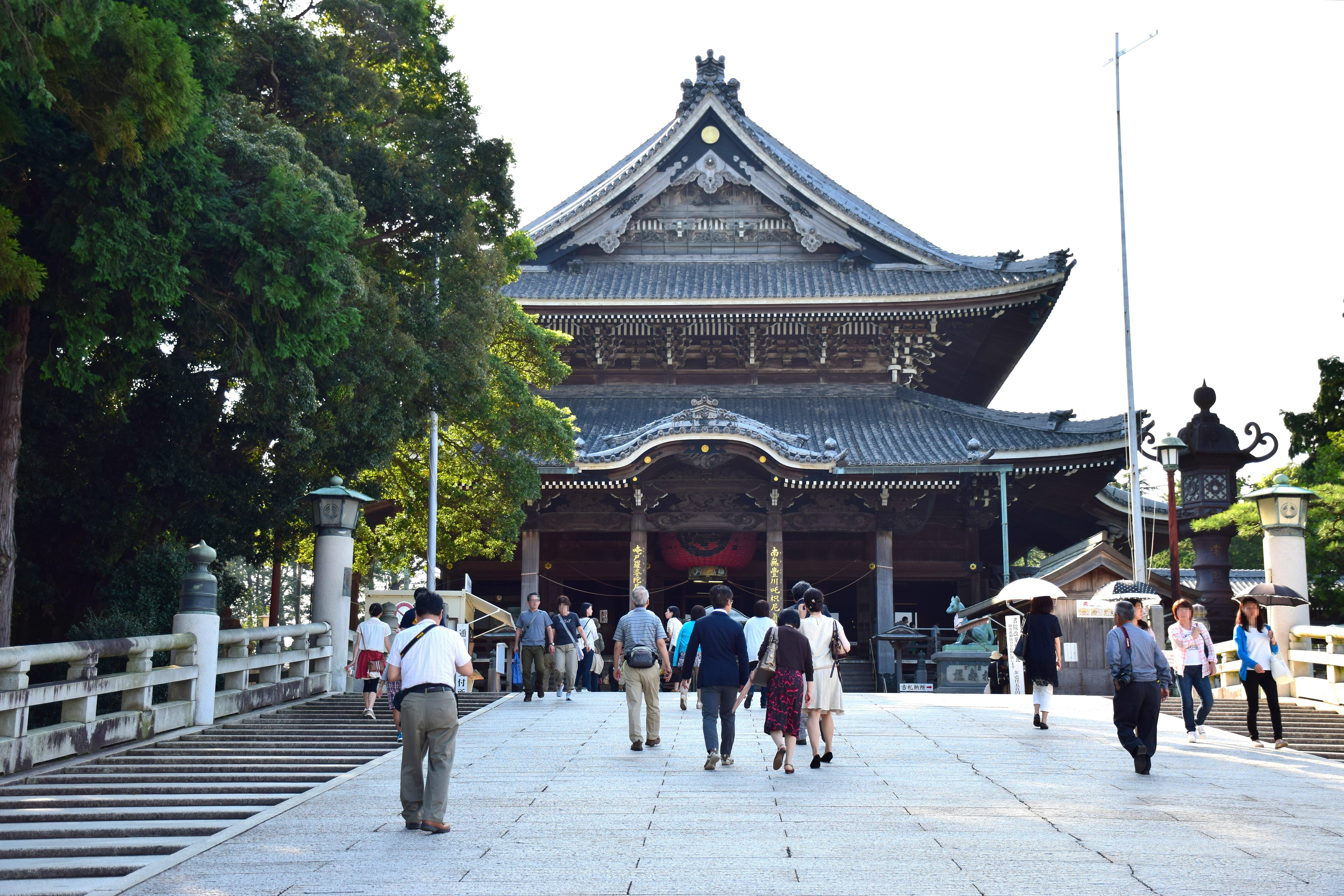
Toyokawa Inari
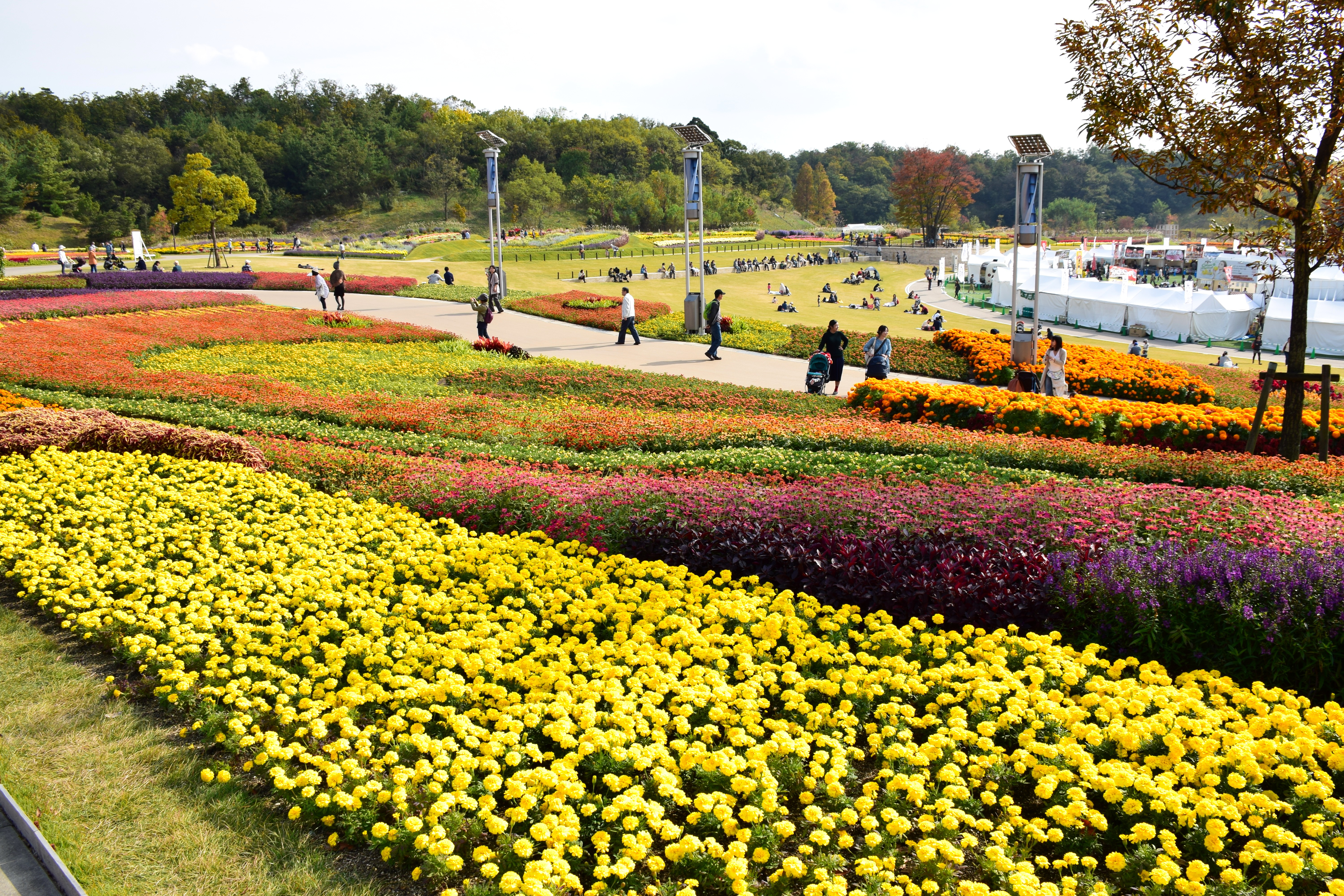
Ai Chikyū-Haku Kinen Kōen
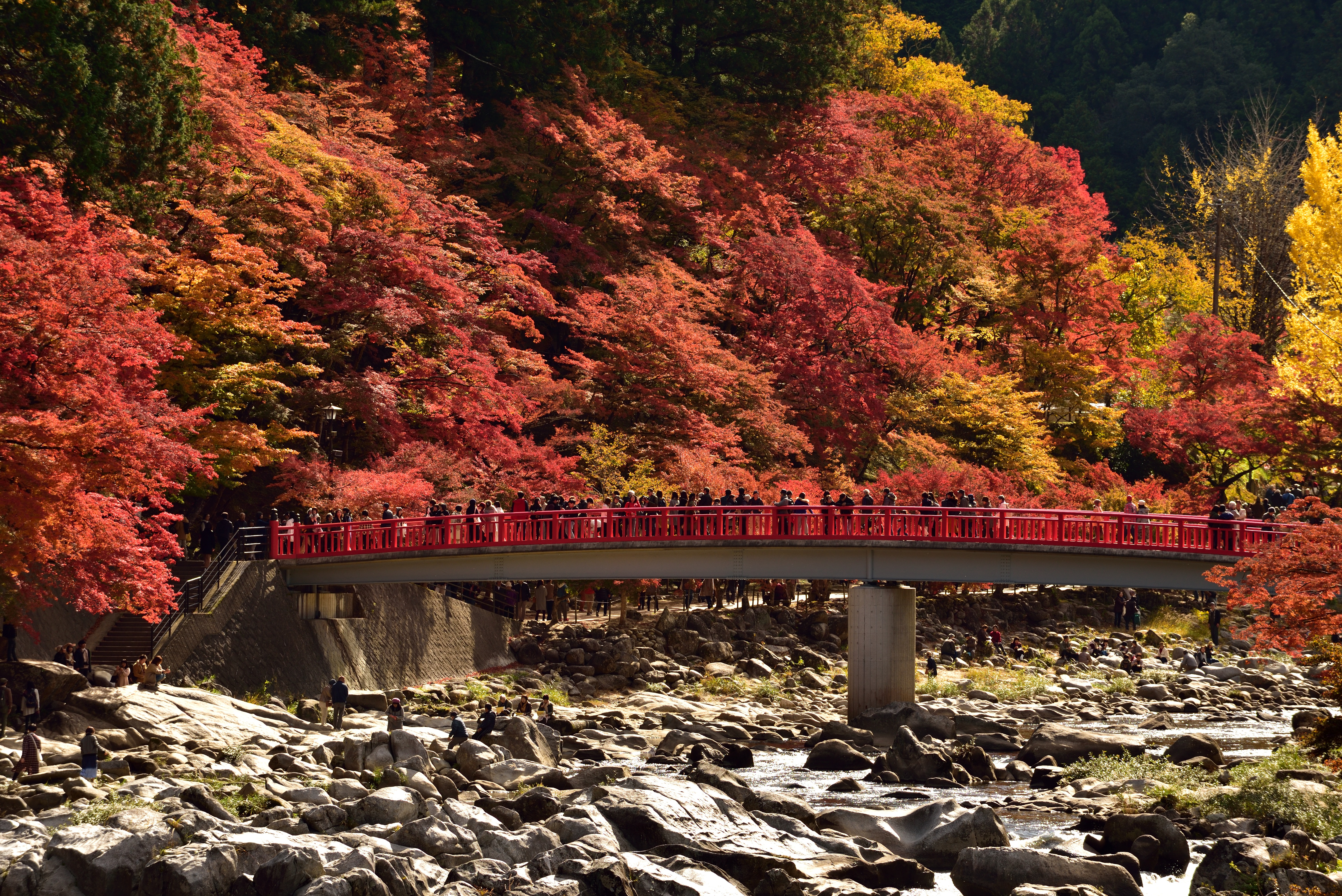
Kōrankei
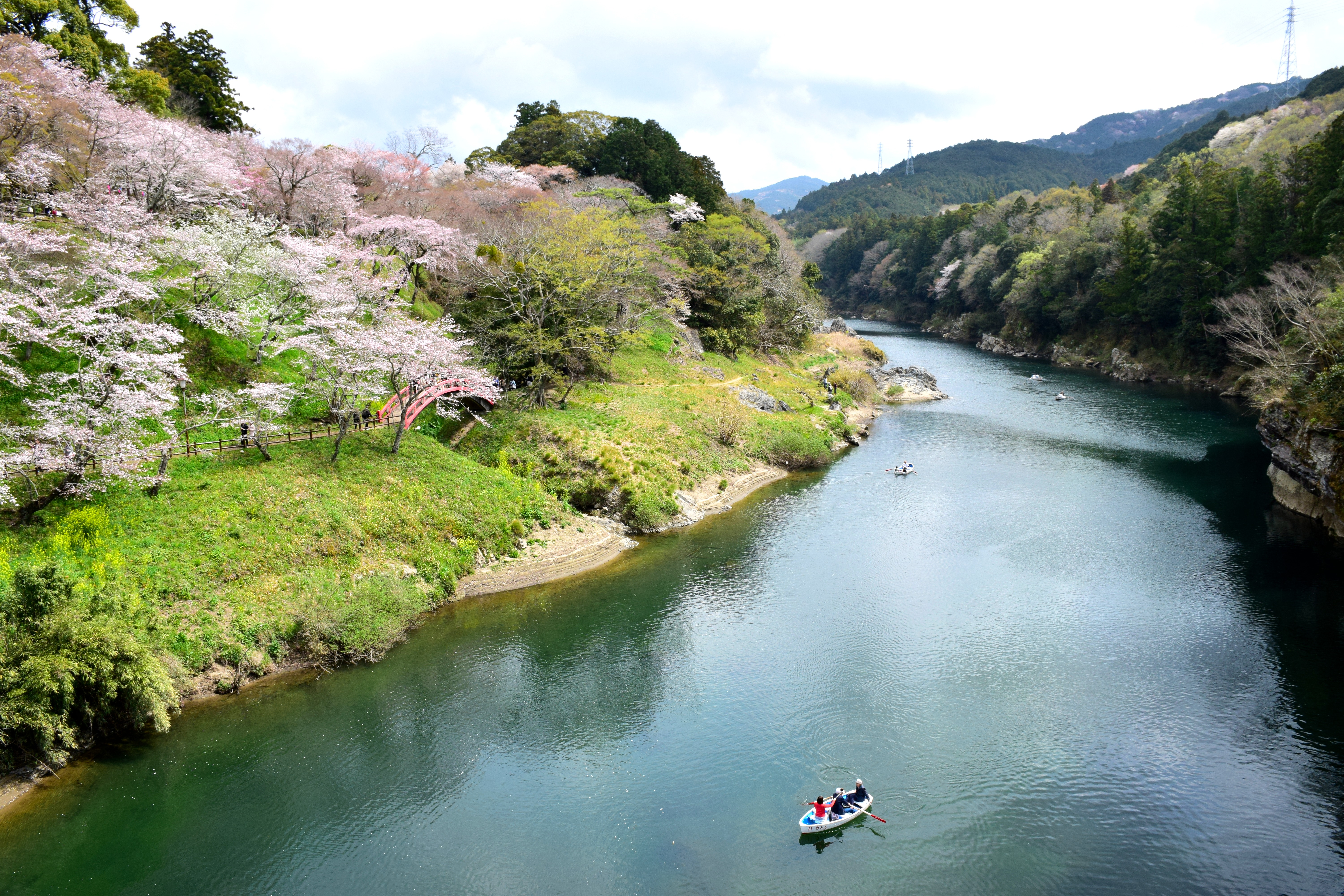
Der Sakurabuchi-Park
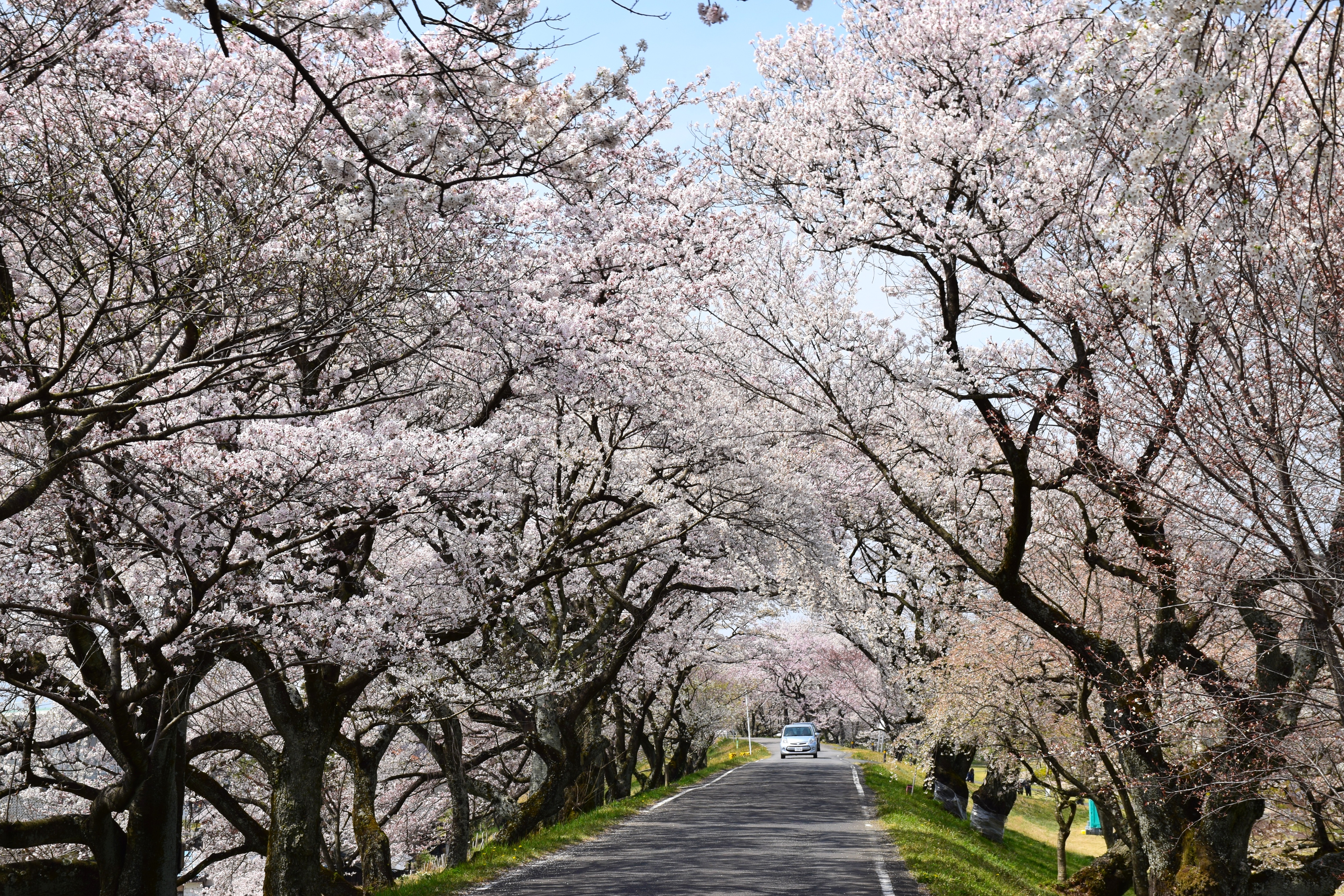
Deich von Kisogawa
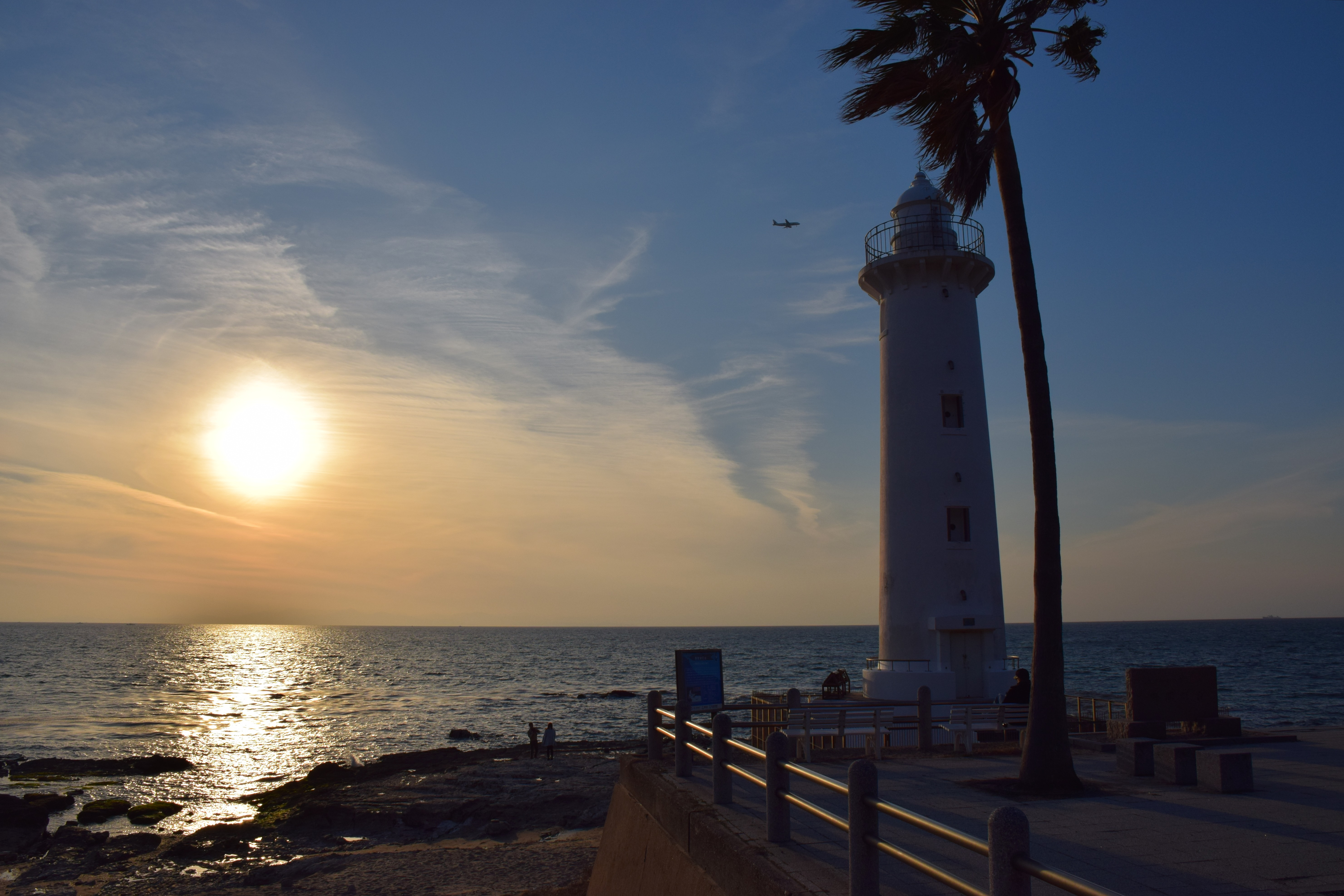
Leuchtturm Nomazaki
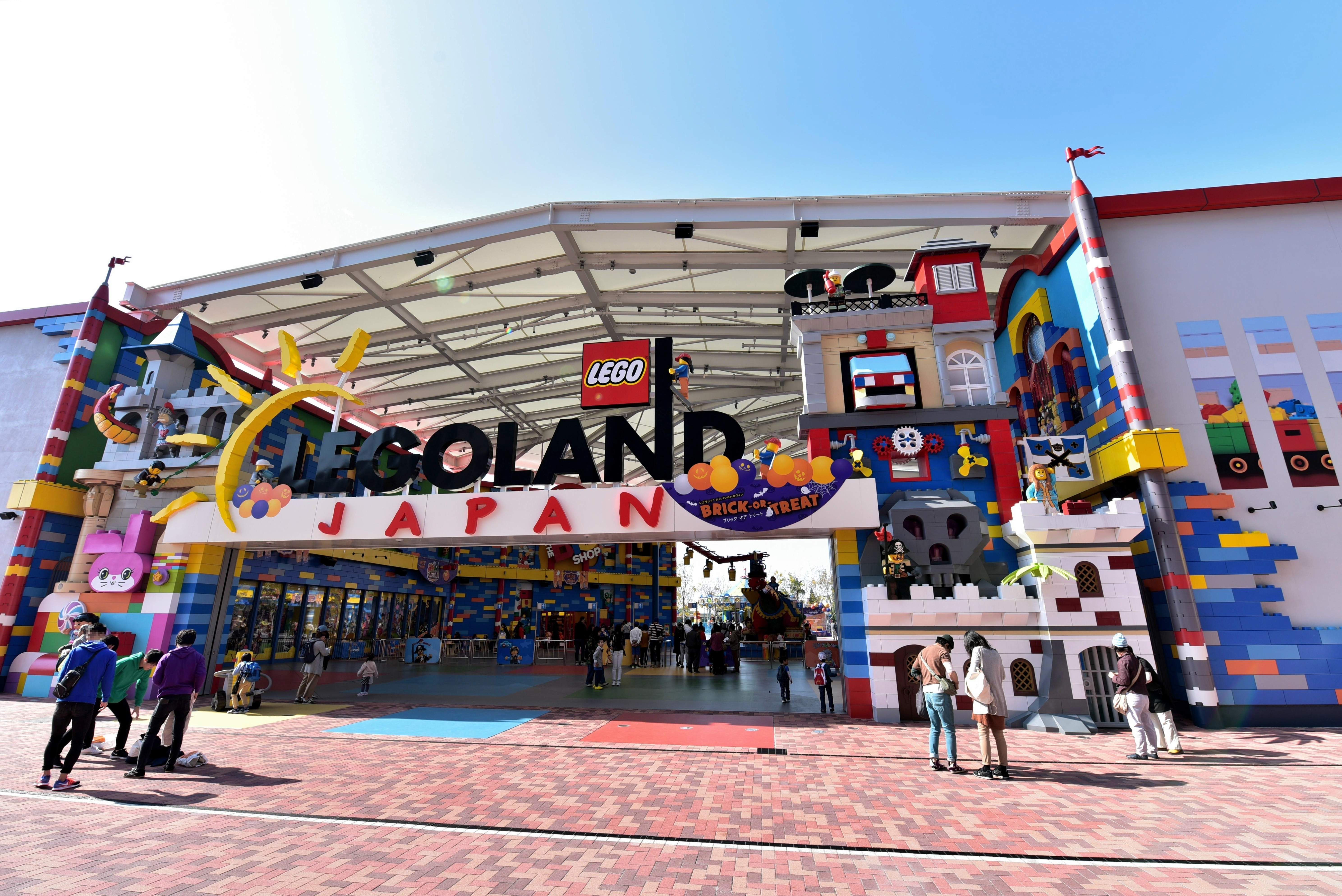
Legoland Japan (Nagoya)
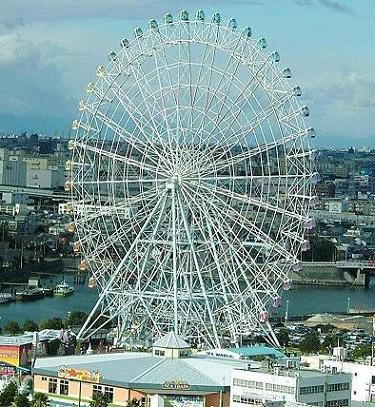
Riesenrad im Hafen von Nagoya
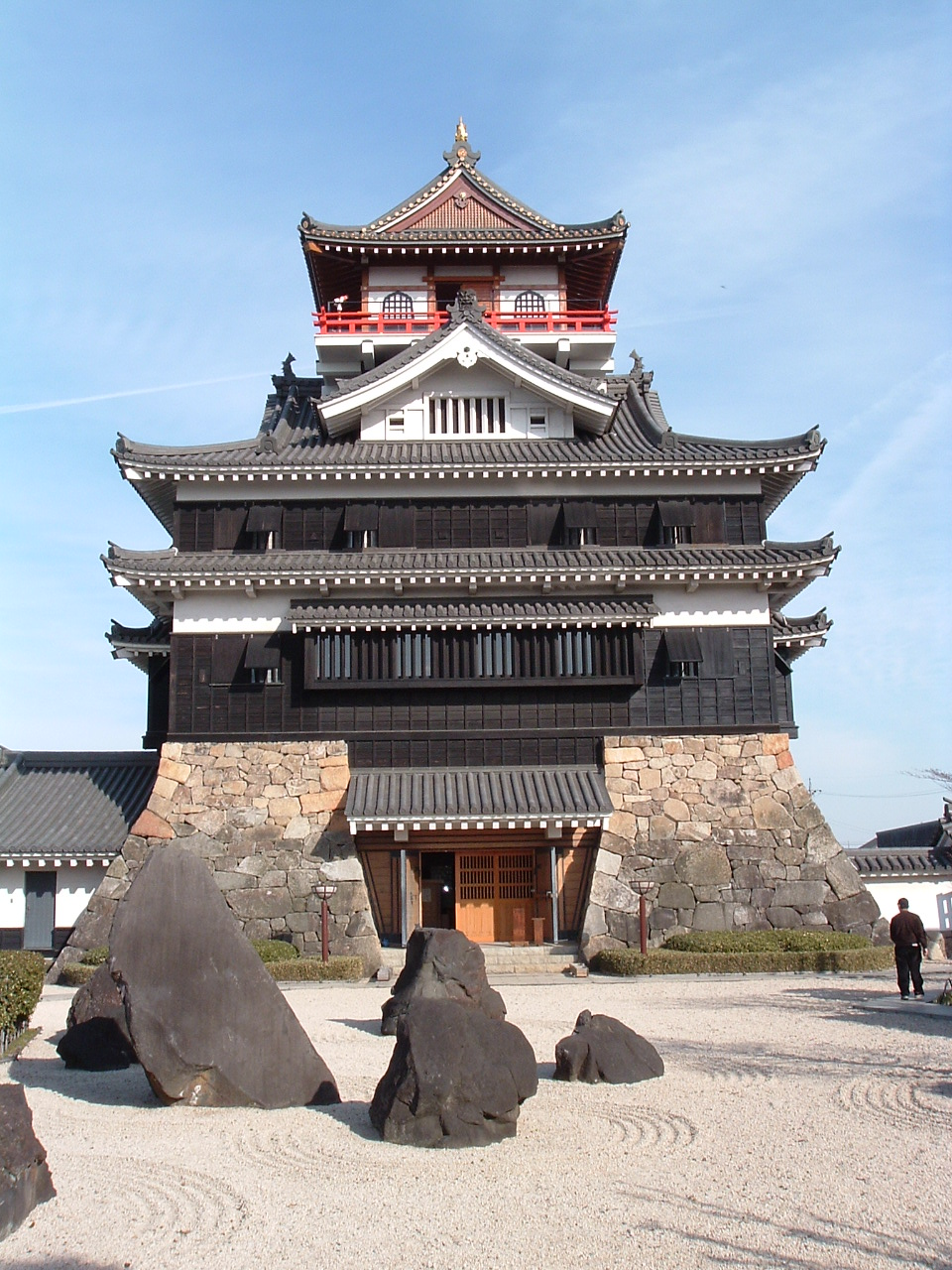
Burg Kiyosu

## Symbol
Das Symbol der Präfektur Aichi ist ein stilisiertes Hiraganazeichen あ (a), い (i) und ち (chi), welches in den 1950er Jahren eingeführt wurde.

## Auslandsvertretungen und Partnerschaften
1972 wurde eine Repräsentanz der Präfektur Aichi in Hamburg, die Japanese External Trade Organization (JETRO), eröffnet. Nach dem Umzug nach Berlin im Jahr 1997 wurde sie 2003 aufgelöst und mit dem Pariser Büro zusammengelegt.
Die Präfektur Aichi hat Partnerschaften mit:
- Provinz Jiangsu in der Volksrepublik China
- Bundesstaat Victoria in Australien

## Verwaltungsgliederung
Mit Einführung der modernen Gemeinden 1889 bestand die Präfektur (-ken) Aichi aus einer kreisfreien Stadt (-shi) und 19 Landkreisen (-gun) mit 23 kreisangehörigen Städten (-chō) und 624 Dörfern (-mura). Durch Eingliederungen und Fusionen sank die Zahl der Gemeinden von 264 (1920) über 127 (1955) auf 88 im Jahr 2000 vor der Großen Heisei-Gebietsreform. Seit 2012 sind noch 54 übrig: 38 kreisfreie Städte sowie 14 Städte und zwei Dörfer in sieben verbliebenen Landkreisen. Drei dieser Landkreise bestehen aus jeweils nur noch einer Gemeinde.
Von den 38 kreisfreien Städten haben fünf Städte Sonderrechte:
- Nagoya als Präfekturhauptstadt ist gleichzeitig eine „regierungsdesignierte Großstadt“ (政令指定都市, Seirei shitei toshi)
- Okazaki, Toyohashi, Toyota und Ichinomiya sind „Kernstädte“ (中核市, Chūkakushi)
- Kasugai ist eine der verbliebenen „Sonder-/Ausnahmestädte“ (特例市, Tokureishi), die noch nicht umgewandelt wurden.

In nachstehender Tabelle sind die Landkreise kursiv dargestellt, darunter jeweils eingerückt die zugehörigen Städte und Dörfer innerhalb selbiger. Am Anfang der Tabelle stehen die kreisfreien Städte.

| Die Gliederung der Präfektur Aichi |
| regierungsdesignierte Großstadt    |
| kreisfreie Stadt (-shi)            |
| Kleinstadt (-chō)                  |
| Dorf (-mura)                       |

| Code                                    | Name                                       | Name       | Fläche (in km²) | Bevölkerung     | Bevölkerung     | Bevölkerungs- dichte (Ew./km²)3 |
| Code                                    | lat., Hepburn                              | jap.       | 1. Januar 2023  | 1. Februar 2021 | 1. Oktober 2015 | Bevölkerungs- dichte (Ew./km²)3 |
| --------------------------------------- | ------------------------------------------ | ---------- | --------------- | --------------- | --------------- | ------------------------------- |
| 23100                                   | Nagoya-shi („Stadt Nagoya“)                | 名古屋市   | 326,50          | 2.326.844       | 2.295.638       | 7032,13                         |
| 23201                                   | Toyohashi-shi                              | 豊橋市     | 262,00          | 371.507         | 374.765         | 1431,17                         |
| 23202                                   | Okazaki-shi                                | 岡崎市     | 387,20          | 385.376         | 381.051         | 984,12                          |
| 23203                                   | Ichinomiya-shi                             | 一宮市     | 113,82          | 378.681         | 380.868         | 3346,23                         |
| 23204                                   | Seto-shi                                   | 瀬戸市     | 111,40          | 127.327         | 129.046         | 1158,4                          |
| 23205                                   | Handa-shi                                  | 半田市     | 47,42           | 117.544         | 116.908         | 2465,37                         |
| 23206                                   | Kasugai-shi                                | 春日井市   | 92,78           | 306.449         | 306.508         | 3303,6                          |
| 23207                                   | Toyokawa-shi                               | 豊川市     | 161,14          | 183.965         | 182.436         | 1132,16                         |
| 23208                                   | Tsushima-shi                               | 津島市     | 25,09           | 60.908          | 63.431          | 2528,14                         |
| 23209                                   | Hekinan-shi                                | 碧南市     | 36,68           | 72.480          | 71.346          | 1945,09                         |
| 23210                                   | Kariya-shi                                 | 刈谷市     | 50,39           | 153.178         | 149.765         | 2972,12                         |
| 23211                                   | Toyota-shi                                 | 豊田市     | 918,32          | 422.106         | 422.542         | 460,13                          |
| 23212                                   | Anjō-shi                                   | 安城市     | 86,05           | 188.801         | 184.140         | 2139,92                         |
| 23213                                   | Nishio-shi                                 | 西尾市     | 161,22          | 168.992         | 167.990         | 1041,99                         |
| 23214                                   | Gamagōri-shi                               | 蒲郡市     | 56,96           | 79.292          | 81.100          | 1424,81                         |
| 23215                                   | Inuyama-shi                                | 犬山市     | 74,90           | 72.926          | 74.308          | 992,1                           |
| 23216                                   | Tokoname-shi                               | 常滑市     | 55,90           | 57.507          | 56.547          | 1011,57                         |
| 23217                                   | Kōnan-shi                                  | 江南市     | 30,20           | 97.435          | 98.359          | 3256,92                         |
| 23219                                   | Komaki-shi                                 | 小牧市     | 62,81           | 147.897         | 149.462         | 2379,59                         |
| 23220                                   | Inazawa-shi                                | 稲沢市     | 79,35           | 134.938         | 136.867         | 1724,85                         |
| 23221                                   | Shinshiro-shi                              | 新城市     | 499,23          | 43.620          | 47.133          | 94,41                           |
| 23222                                   | Tōkai-shi                                  | 東海市     | 43,43           | 113.144         | 111.944         | 2577,57                         |
| 23223                                   | Ōbu-shi                                    | 大府市     | 33,66           | 92.562          | 89.157          | 2648,75                         |
| 23224                                   | Chita-shi                                  | 知多市     | 45,90           | 83.881          | 84.617          | 1843,51                         |
| 23225                                   | Chiryū-shi                                 | 知立市     | 16,31           | 71.907          | 70.501          | 4322,56                         |
| 23226                                   | Owari-Asahi-shi („Stadt Asahi [in] Owari“) | 尾張旭市   | 21,03           | 82.336          | 80.787          | 3841,51                         |
| 23227                                   | Takahama-shi                               | 高浜市     | 13,11           | 48.685          | 46.236          | 3526,77                         |
| 23228                                   | Iwakura-shi                                | 岩倉市     | 10,47           | 47.975          | 47.562          | 4542,69                         |
| 23229                                   | Toyoake-shi                                | 豊明市     | 23,22           | 69.389          | 69.127          | 2977,05                         |
| 23230                                   | Nisshin-shi                                | 日進市     | 34,91           | 92.823          | 87.977          | 2520,11                         |
| 23231                                   | Tahara-shi                                 | 田原市     | 326,50          | 59.015          | 62.364          | 326,31                          |
| 23232                                   | Aisai-shi                                  | 愛西市     | 66,68           | 60.914          | 63.088          | 945,85                          |
| 23233                                   | Kiyosu-shi                                 | 清須市     | 17,35           | 69.809          | 67.327          | 3880,52                         |
| 23234                                   | Kita-Nagoya-shi („Stadt Nord-Nagoya“)      | 北名古屋市 | 18,37           | 86.060          | 84.133          | 4579,91                         |
| 23235                                   | Yatomi-shi                                 | 弥富市     | 49,11           | 43.038          | 43.269          | 883,04                          |
| 23236                                   | Miyoshi-shi                                | みよし市   | 32,19           | 62.963          | 61.810          | 1920,16                         |
| 23237                                   | Ama-shi                                    | あま市     | 27,49           | 87.668          | 86.898          | 3161,08                         |
| 23238                                   | Nagakute-shi                               | 長久手市   | 21,55           | 62.473          | 57.598          | 2672,76                         |
| 23300                                   | Aichi-gun („Kreis Aichi“)                  | 愛知郡     | 18,03           |                 | 42.858          | 2377,04                         |
| 23302                                   | Tōgō-chō („Stadt Tōgō“)                    | 東郷町     | 18,03           | 44.065          | 42.858          | 2377,04                         |
| 23340                                   | Nishi-Kasugai-gun („Kreis West-Kasugai“)   | 西春日井郡 | 6,18            |                 | 15.177          | 2455,83                         |
| 23342                                   | Toyoyama-chō                               | 豊山町     | 6,18            | 15.729          | 15.177          | 2455,83                         |
| 23360                                   | Niwa-gun                                   | 丹羽郡     | 24,80           |                 | 57.080          | 2301,61                         |
| 23361                                   | Ōguchi-chō                                 | 大口町     | 13,61           | 24.234          | 23.274          | 1710,07                         |
| 23362                                   | Fusō-chō                                   | 扶桑町     | 11,19           | 34.268          | 33.806          | 3021,09                         |
| 23420                                   | Ama-gun                                    | 海部郡     | 40,11           |                 | 72.472          | 1807,28                         |
| 23424                                   | Ōharu-chō                                  | 大治町     | 6,59            | 32.590          | 30.990          | 4702,58                         |
| 23425                                   | Kanie-chō                                  | 蟹江町     | 11,09           | 36.782          | 37.085          | 3344                            |
| 23427                                   | Tobishima-mura                             | 飛島村     | 22,43           | 4596            | 4397            | 196,12                          |
| 23440                                   | Chita-gun                                  | 知多郡     | 165,89          |                 | 161.732         | 974,94                          |
| 23441                                   | Agui-chō                                   | 阿久比町   | 23,80           | 28.176          | 27.747          | 1165,84                         |
| 23442                                   | Higashiura-chō                             | 東浦町     | 31,14           | 49.252          | 49.230          | 1580,92                         |
| 23445                                   | Minami-Chita-chō („Stadt Süd-Chita“)       | 南知多町   | 38,37           | 16.805          | 18.707          | 487,54                          |
| 23446                                   | Mihama-chō                                 | 美浜町     | 46,20           | 22.440          | 23.575          | 510,28                          |
| 23447                                   | Taketoyo-chō                               | 武豊町     | 26,37           | 43.095          | 42.473          | 1610,05                         |
| 23500                                   | Nukata-gun                                 | 額田郡     | 56,72           |                 | 39.549          | 697,27                          |
| 23501                                   | Kōta-chō                                   | 幸田町     | 56,72           | 42.523          | 39.549          | 697,27                          |
| 23560                                   | Kita-Shitara-gun („Kreis Nord-Shitara“)    | 北設楽郡   | 553,20          |                 | 9655            | 17,45                           |
| 23561                                   | Shitara-chō                                | 設楽町     | 273,94          | 4394            | 5074            | 18,52                           |
| 23562                                   | Tōei-chō                                   | 東栄町     | 123,38          | 2912            | 3446            | 27,93                           |
| 23563                                   | Toyone-mura                                | 豊根村     | 155,88          | 990             | 1135            | 7,28                            |
| shibu (Zwischensumme kreisfreie Städte) | shibu (Zwischensumme kreisfreie Städte)    | 市部       | 4.305,26        |                 | 7.084.605       | 1645,69                         |
| gunbu (Zwischensumme Landkreise)        | gunbu (Zwischensumme Landkreise)           | 郡部       | 864,92          |                 | 398.523         | 460,77                          |
| 23000 JP-23                             | Aichi-ken („Präfektur Aichi“)              | 愛知県     | 5.173,24        | 7.535.266       | 7.483.128       | 1446,60                         |

## Größte Orte
| VZ-Jahr    | Einwohner | Einwohner | Einwohner | Einwohner |
| VZ-Jahr    | 2015      | 2010      | 2005      | 2000      |
| ---------- | --------- | --------- | --------- | --------- |
| Nagoya     | 2.295.638 | 2.263.894 | 2.215.062 | 2.171.557 |
| Toyota     | 422.542   | 421.487   | 412.141   | 351.101   |
| Okazaki    | 381.051   | 372.357   | 354.704   | 336.583   |
| Ichinomiya | 380.868   | 378.566   | 371.687   | 273.711   |
| Toyohashi  | 374.765   | 376.665   | 372.479   | 364.856   |
| Kasugai    | 306.508   | 305.569   | 295.802   | 287.623   |
| Anjō       | 184.140   | 178.691   | 170.250   | 158.824   |
| Toyokawa   | 182.436   | 181.928   | 120.967   | 117.327   |
| Nishio     | 167.990   | 106.823   | 104.321   | 100.805   |
| Kariya     | 149.765   | 145.781   | 142.134   | 132.054   |
| Komaki     | 149.462   | 147.132   | 147.182   | 143.122   |
| Inazawa    | 136.867   | 136.442   | 136.965   | 100.270   |
| Seto       | 129.046   | 132.224   | 131.925   | 131.650   |
| Handa      | 116.908   | 118.828   | 115.845   | 110.837   |
| Tōkai      | 111.944   | 107.690   | 104.339   | 99.921    |
| Kōnan      | 98.359    | 99.730    | 99.055    | 97.923    |
| Ōbu        | 89.157    | 85.249    | 80.262    | 75.273    |
| Nisshin    | 87.977    | 84.237    | 78.591    | 70.188    |
| Ama        | 86.898    | 86.714    | –         | –         |
| Chita      | 84.617    | 84.768    | 83.373    | 80.536    |
| Kitanagoya | 84.133    | 81.571    | –         | –         |
| Gamagōri   | 81.100    | 82.249    | 82.108    | 82.108    |
| Owariasahi | 80.787    | 81.140    | 78.394    | 75.066    |
| Inuyama    | 74.308    | 75.198    | 74.294    | 72.583    |
| Hekinan    | 71.346    | 72.018    | 71.408    | 67.814    |
| Chiryū     | 70.501    | 68.398    | 66.085    | 62.587    |
| Toyoake    | 69.127    | 69.745    | 68.285    | 66.495    |
| Kiyosu     | 67.327    | 65.757    | 55.038    | –         |
| Tsushima   | 63.431    | 65.258    | 65.547    | 65.422    |
| Aisai      | 63.088    | 64.978    | 65.556    | –         |
| Tahara     | 62.364    | 64.119    | 66.390    | –         |
| Miyoshi    | 61.810    | 60.098    | –         | –         |
| Nagakute   | 57.598    | –         | –         | –         |
| Tokoname   | 56.547    | 54.858    | 51.265    | 50.183    |
| Iwakura    | 47.562    | 47.340    | 47.926    | 46.906    |
| Shinshiro  | 47.133    | 49.864    | 52.178    | 36.022    |
| Takahama   | 46.236    | 44.027    | 41.351    | 38.127    |
| Yatomi     | 43.269    | 43.272    | –         | –         |
| Bisai      | –         | –         | –         | 57.956    |

- 20. August 2003 – Die Kleinstadt Tahara gliedert eine weitere Gemeinde ein und wird zur kreisfreien Stadt erhoben.
- 1. April 2005 – Vier Gemeinden gründen die kreisfreie Stadt Aisai.
- 1. April 2005 – Die kreisfreie Stadt Bisai wird in die kreisfreie Stadt Ichinomiya eingegliedert.
- 7. Juli 2005 – Die Kleinstadt Kiyosu gliedert zwei Gemeinden ein und wird zur kreisfreien Stadt erhoben.
- 1. März 2006 – Die kreisfreie Stadt Kitanagoya wird aus zwei Gemeinden gebildet.
- 1. April 2006 – Die Kleinstadt Yatomi gliedert eine weitere Gemeinde ein und wird zur kreisfreien Stadt erhoben.
- 4. Januar 2010 – Die Kleinstadt Miyoshi erhält den Status einer kreisfreien Stadt.
- 22. März 2010 – Die kreisfreie Stadt Ama wird aus drei Gemeinden gebildet.
- 4. Januar 2012 – Die Kleinstadt Nagakute erhält den Status einer kreisfreien Stadt.